# Бетман-Гольвег, Теобальд фон
Теоба́льд Теодо́р Фри́дрих А́льфред фон Бе́тман-Го́львег (нем. Theobald Theodor Friedrich Alfred von Bethmann Hollweg; 29 ноября 1856, Хоэнфинов — 1 января 1921, там же) — германский политический деятель, рейхсканцлер Германской империи, премьер-министр Пруссии в 1909—1917 годах.
Во внутренней политике придерживался лево-либеральных взглядов, был идейно близок к Прогрессивной народной партии и стремился установить контакт с социал-демократами. Его центристский политический курс, получивший название «политика Диагонали» (в предвоенный период) или «неоориентация» (в годы Первой мировой войны) принёс ему как поддержку, так и критику со стороны многочисленных германских партий и общественных групп. Во время Первой мировой войны Бетман-Гольвег поддерживал идею сплочения классов и партий под лозунгом «Гражданского мира», выступал против крайнего аннексионизма правых кругов, при этом не исключая возможности территориальных захватов в Бельгии и Франции. 13 июля 1917 года в результате конфликта с Верховным командованием армии (Паулем фон Гинденбургом и Эрихом Людендорфом) вынужден был уйти в отставку.

## Биография

### Детство

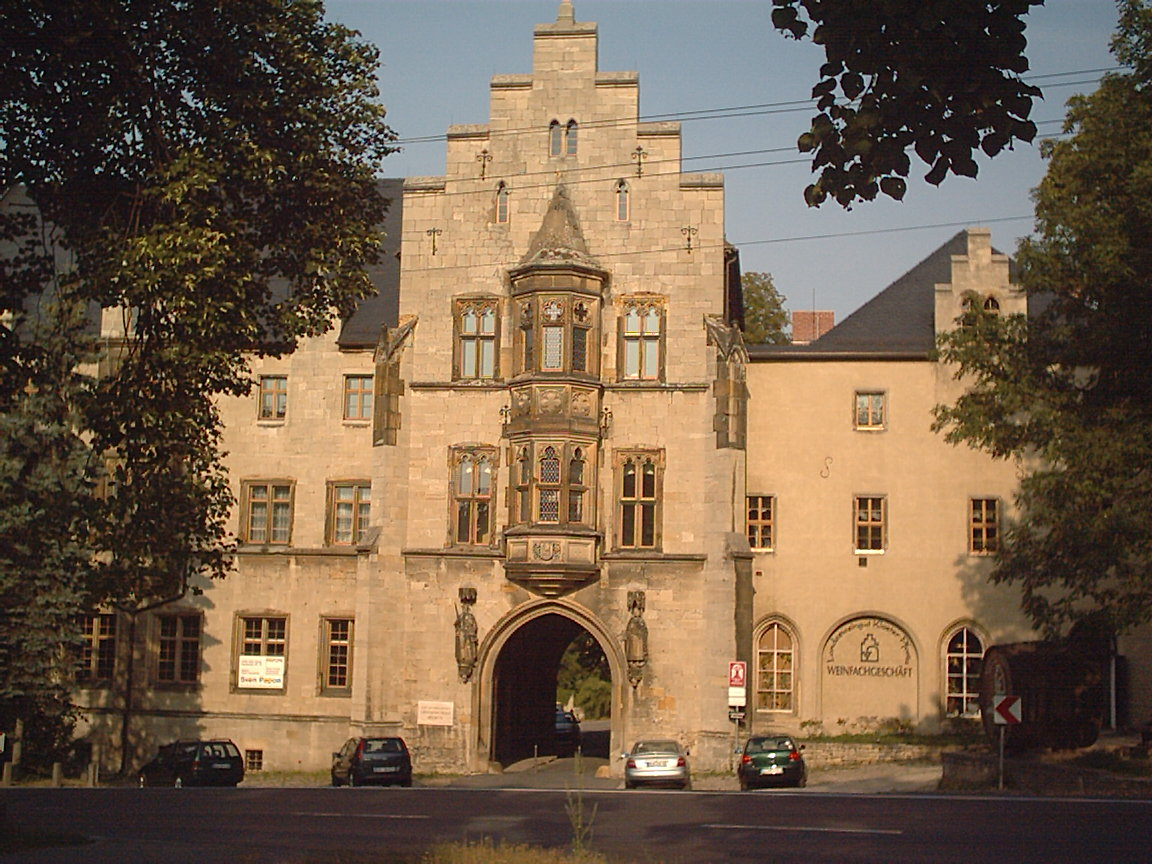
Школа Пфорта

Теобальд фон Бетман-Гольвег родился 29 ноября 1856 года в провинции Бранденбург. Его отец Феликс фон Бетман-Гольвег был прусским землевладельцем, ландратом, а впоследствии — членом рейхстага от Свободной Консервативной партии. Прадед, Иоганн Якоб Бетман-Гольвег — был банкиром, родом из Франкфурта-на-Майне. Благодаря своему финансовому наследию Феликс Бетман-Гольвег смог в 1855 году приобрести недалеко от Берлина имение Хоэнфинов, где и родился его сын.
Отец Теобальда руководил семьёй с патриархальной строгостью, принципами воспитания сыновей были твёрдость, сила воли и подчинение долгу. Герхард фон Мутиус, племянник Феликса Бетмана-Гольвега, писал, что тот «до седых волос был вспыльчив и груб». Это отразилось на отношениях детей с отцом. Старший брат Теобальда Бетмана-Гольвега — Макс, поссорившись с отцом, покинул Бранденбург в 1884 году и эмигрировал в Америку, где умер при невыясненных обстоятельствах, не дожив до начала XX века.
Среди положительных черт Феликса Бетмана-Гольвега была его склонность к музыке, которую унаследовал и сын. В детстве будущий рейхсканцлер, обучаясь игре на фортепьяно, проявил незаурядные музыкальные способности.
Развлечением среди однообразной провинциальной повседневности были для маленького Теобальда ежегодные поездки к тёткам — сёстрам матери, жившим в Париже. Эти визиты способствовали его знакомству с французской жизню и помогли в будущем избежать предубеждений в отношении французов.
Теобальд был особенно близок со своим дедом, юристом и политиком Морицем Августом Бетманом-Гольвегом, который часто навещал внука в Хоэнфинове, разговаривал, играл и читал с ним. Мориц Август в «Домартовский период» поддерживал умеренно-консервативную политику и, в отличие от своего сына Феликса, не был закрыт для либеральных идей.
В 1869 году Теобальд Бетман-Гольвег поступил в Королевскую школу в Пфорте, которую окончил в 1875 году, став лучшим учеником в классе. Его выпускная работа, посвящённая трагедии Эсхила «Персы» в контексте «Поэтики» Аристотеля, была написана на латыни, как это было принято в классических гимназиях. Позже Бетман-Гольвег признавался, что у него «никогда не было такого чувства психической перегрузки, как тогда». В то же время он говорил, что обязан Шульпфорте «независимостью суждений».
Отношения Теобальда с одноклассниками складывались, по-видимому, непросто, из-за определённой склонности к снобизму. Кайзер Вильгельм II, вспоминал, что, по свидетельству одноклассников, будущий канцлер ещё в школе «беспрестанно менторствовал и поучал своих товарищей по классу, […] поэтому ему даже дали прозвище „гувернантка“». Тем не менее, со школьной поры Бетман-Гольвег сохранил двух друзей — Карла Лампрехта и Вольфганга фон Эттингена, с которым поддерживал отношения на протяжении всей жизни.

### Юность

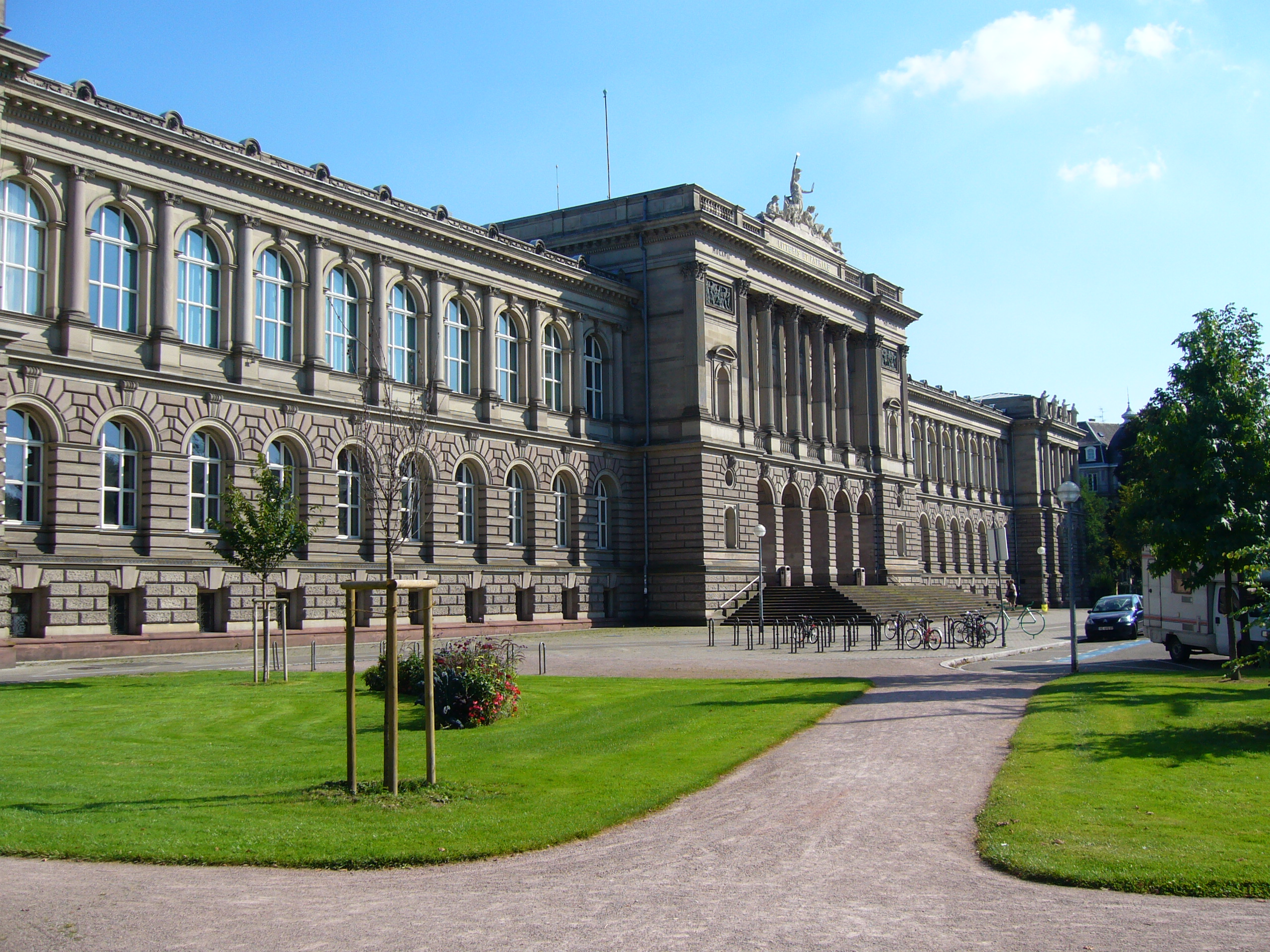
Страсбургский университет

После выпускного экзамена, дед устроил Теобальду поездку в Италию. Будущий канцлер писал своему другу Вольфгангу Эттингену: «Самая восхитительная польза от поездки в Рим — в том, что учишься подавлять сентиментальность перед величием истории и природы».
Вернувшись из Италии, Бетман-Гольвег посвятил себя изучению юриспруденции: сначала в Страсбургском универстите, а затем — с 1876 года — в Лейпцигском университете.
Выпускной экзамен он сдавал в берлинском Университете Фридриха Вильгельма, где его преподавателем был Рудольф фон Гнейст. После экзаменов Бетман-Гольвег хотел как можно скорее «вернуться на Рейн», но остался в Берлине и некоторое время стажировался в Берлинском участковом суде. В октябре 1880 года он стал юристом участкового суда Франкфурта-на-Одере.
В период учёбы Бетман-Гольвег много читал, в основном на английском и французском языках, и общался с однокурсниками. Однако сам он считал своё общение ограниченным «вследствие собственной неуклюжести» и признавался, что «вероятно, навсегда останется скучным парнем». Вопреки моде того времени, он не был членом никаких студенческих корпораций.
Уже в это время начали формироваться политические взгляды будущего канцлера. Под впечатлением от второго покушения на кайзера Вильгельма I, произошедшего 2 июня 1878 года, Бетман-Гольвег писал, что излечился от своего утопического идеала «растворения отдельного отечества в общем мире». Но, несмотря на его протест против «гнусных социалистических устремлений», он не связывал себя ни с одним из существующих политических направлений. В равной степени он осуждал и «доктринёрские либеральные старания», и «невероятно глупых реакционеров», и «самозваных рыцарей-крестоносцев». Он начал склоняться к центристским убеждениям, идеям о необходимости поиска компромисса между нереволюционной социал-демократией и монархическим консерватизмом.

### Государственный служащий

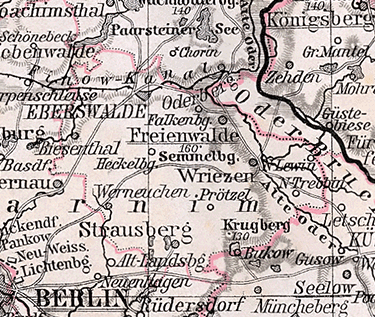
Карта бранденбургского района Обербарним

В 1882 году Бетман-Гольвег поступил на службу в администрацию Франкфурта-на-Одере. В 1884 году он с отличием сдал асессорский экзамен, а 10 декабря того же года — вступил в должность королевского регирунгасессора. В следующем году Бетман-Гольвег был переведён в администрацию провинции Бранденбург в Потсдаме. В 1885 году Феликс фон Бетман-Гольвег решил оставить свой пост в администрации бранденбургского района Обербарним, в связи с чем сын сначала замещал его должность на временной основе, а с 20 января 1886 года — получил официальное назначение, став самым молодым ландратом в провинции Бранденбург.
Если его отец все ещё вёл дела в стиле прусского юнкера, то Бетман-Гольвег-младший привнёс в управление новые порядки: он сам ездил в деревни, разговаривал не только с помещиками, но и с их работниками, и проверял ежегодные инвестиции. Он стремился к тому, чтобы его работа была основана на принципах добровольного участия граждан, а не на авторитарных инструкциях. Внимание к своим «подопечным» сделало его одним из самых прогрессивных районных администраторов того времени.
В 1890 году консерваторы, национал-либералы и свободные консерваторы выдвинули Бетмана-Гольвега в качестве единого кандидата в рейхстаг. С большинством в один голос его кандидатура была принята, но протесты кандидатов-противников в связи с предполагаемыми нарушениями при голосовании привели к новым выборам, в которых Бетман-Гольвег уже не принимал участие. На этом закончился его недолгий опыт в качестве партийного деятеля. На протяжении всей жизни ему не импонировала партийная система.
В 1896 году, после десяти лет работы в районной администрации, Бетаман-Гольвег был назначен старшим советником обер-президента окружного управления Потсдама. 1 июля 1899 года он был назначен главой административного округа Бромберг. Всего три месяца спустя 43-летний Теобальд фон Бетман-Гольвег стал главой провинции Бранденбург.
Возглавив одну из крупнейших провинций королевства, Бетман-Гольвег приобрёл совершенно новые возможности для установления социальных контактов. Современники называли его «прирождённым обер-президентом», но сам Бетман-Гольвег чувствовал себя «не на своём месте» и в духе Гёте проклинал «занятую праздность дураков, филистеров и негодяев-чиновников».
В 1901 году Бетман-Гольвег писал своему школьному другу Вольфгангу Эттингену:

«Я — человек, который никогда не справлялся со множеством возложенных на него задач, который стал поверхностным и, следовательно, неудовлетворённым дилетантом, и который, тем не менее, перелетал с должности на должность. […] Когда мне откроется Зависть Богов, или я отбываю свой срок благодаря чувству долга, не имея возможности полно и чисто наслаждаться незаслуженным счастьем? […]»— .
Во время учёбы и службы Бетман-Гольвег интересовался жизнью в других европейских странах. Он хорошо владел иностранными языками, ещё в юности посетил Рим, Вену и Будапешт, в 1904 году — вновь побывал в Париже, а до этого — в Лондоне, по приглашению немецкого посла Пауля Меттерниха: тогда в Берлине на повестке дня стояло объединение пригородов, и Бетман-Гольвег взял за образец Ассоциацию городов Лондона.

### Брак и семья

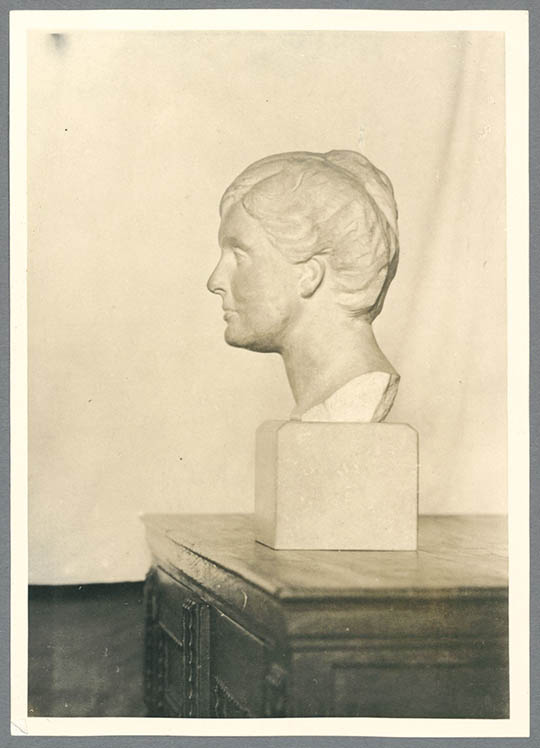
Марта фон Бетман-Гольвег, бюст работы Георга Кольбе, 1910

В июле 1889 года Бетман-Гольвег женился на Марте фон Пфюэль (21 апреля 1865 — 11 мая 1914), дочери прусского землевладельца и чиновника Густава фон Пфюэля, племяннице министра-президента Пруссии Эрнста фон Пфюэля. Этот брак стал для выходца из франкфуртской буржуазии Бетмана-Гольвега символом «акклиматизации на Востоке» и окончательного принятия его в круг местного дворянства.
В браке родилось четверо детей, один из которых рано умер. Старший сын Август Фридрих (4 июня 1890 — 9 декабря 1914) погиб на Восточном фронте. Дочь Иза (1894—1967) в 1915 году вышла замуж за дипломата Юлиуса фон Цех-Буркерсрода.
По словам двоюродного брата Бетмана-Гольвега, Герхарда фон Мутиуса: «Он был и оставался одиноким человеком на всех этапах своей жизни. Он не имел достаточных склонностей ни к педагогике, ни к играм, чтобы заниматься семейной жизнью».

### Министр внутренних дел Пруссии
21 марта 1905 года Бетман-Гольвег был назначен министром внутренних дел Пруссии. Назначение он принял неохотно, как и все последующие повышения по службе: ему казалось, что его политические взгляды «не укладываются в прусский схематизм».
Назначение Бетмана-Гольвега сразу вызвало недовольство в среде консерваторов. Лидер Германской Консервативной партии Эрнст фон Хейдебранд писал: «В качестве министра внутренних дел нам нужен человек с твёрдой рукой и стержнем. […] Вместо этого нам дают философа». Бернхард Бюлов приписывал Хейдебранду и такое высказывание о Бетмане-Гольвеге: «Этот человек слишком умён для меня».
На посту министра Бетман-Гольвег продолжал симпатизировать лево-либеральным партиям и принципиально придерживался центристских позиций. Своей целью он видел консолидацию германского общества, преодоление как левого, так и правового радикализма путём достижения компромиссов между консервативными и прогрессивными течениями. Он много внимания уделял процессу встраивания социал-демократов в существующую государственную структуру. Сам Бетман-Гольвег называл свой курс «политикой диагонали».
Только что назначенному главой рейхсканцелярии Фридриху Вильгельму фон Лёбелю Бетман-Гольвег писал:

«Элементы, подлежащие примирению, более не имеют внутренней связи для совместных политических воззрений. Они стоят друг напротив друга, как части разных миров. Надеюсь, Вам удастся добиться уравновешивающего эффекта, потому что без постепенной ассимиляции мы придём к совершенно неприемлемым условиям.»
При вступлении в должность 6 апреля 1905 года Бетман произнёс речь в прусском ландтаге, в которой отметил роль левых партий в достижении общественного благосостояния и назвал социальное благополучие «самой важной и серьёзной задачей современности». В то же время он эффектно выступил против политической, религиозной и социальной нетерпимости, заявив (под бурные аплодисменты левых и национал-либералов): «Nihil humani a me alienum puto», выразил уверенность в «человеческих способностях к развитию» и удовлетворение тем, что «культурные потребности граждан, даже среди низших классов, постоянно растут», а также указал, что «освобождение от бюрократических оков возможно только при свободном участии всех кругов народа».
Эти заявления были не вполне обычны для прусского министра внутренних дел. В 1909 году газета «Berliner Tageblatt» писала, вспоминая инаугурационную речь Бетмана-Гольвега:

«В этом трёхклассном парламенте с его поверхностным представлением о полезности люди не привыкли находить нечто вроде мировоззрения и видеть потребности государства, подкреплёнными философскими соображениями. Г-н фон Бетман-Гольвег удивлял, словно редкая птица.»

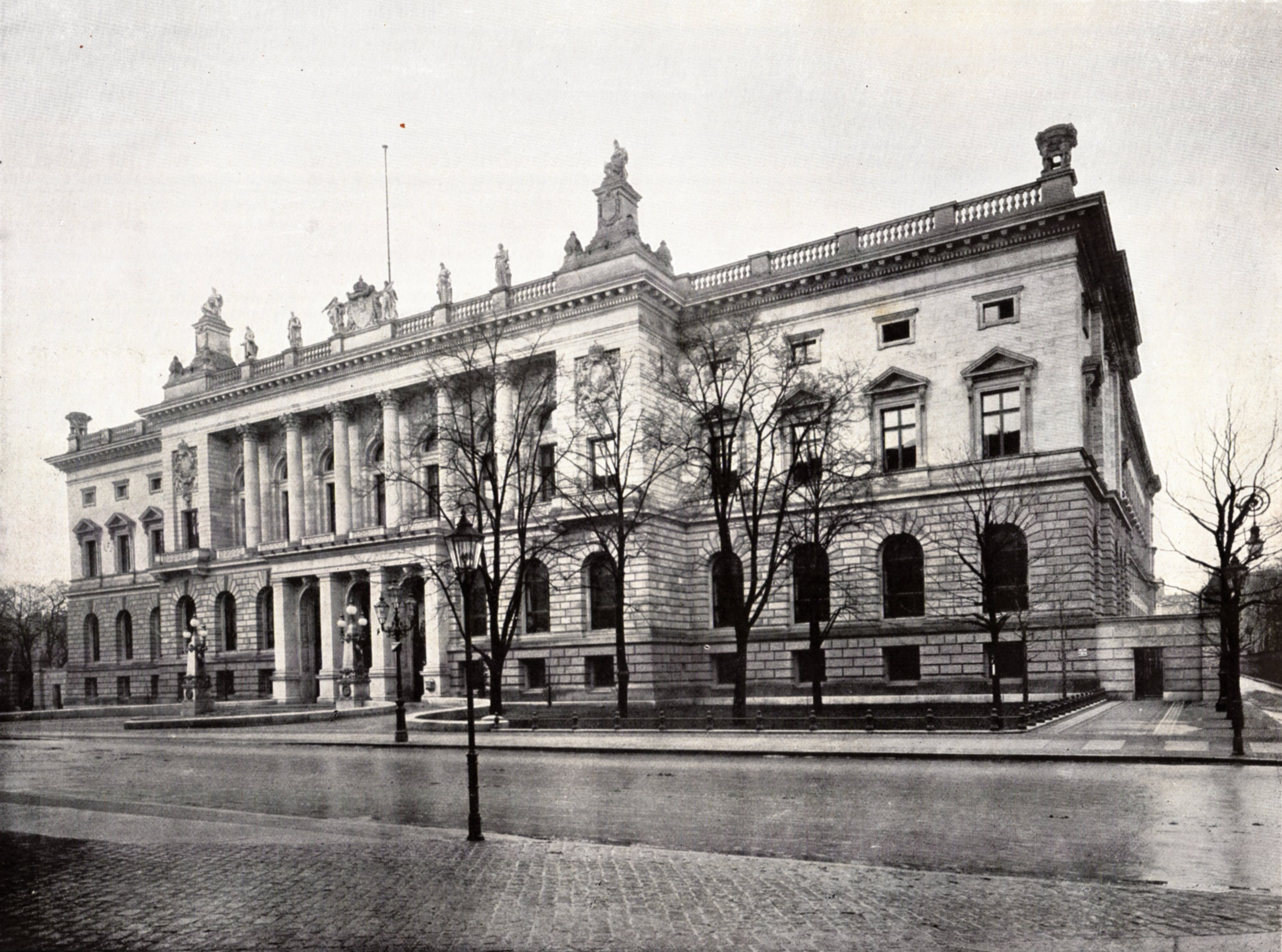
Прусский Ландтаг

В 1906 году в прусском ландтаге рассматривался вопрос о реформе избирательного законодательства. Выборы в нижнюю палату ландтага представляли собой сложную двухступенчатую процедуру: население каждого избирательного округа разделялось на три разряда в зависимости от суммы уплачиваемых в казну налогов, избиратели каждого разряда голосовали за выборщиков от избирательного округа, затем выборщики голосовали за депутатов. Эта система, неофициально называемая «трёхклассной», нередко подвергалась критике, поскольку ограничивала количество представителей «низших классов» и, как считалось, способствовала преобладанию в ландтаге консерваторов. Куриальная избирательная система была характерна для многих европейских государств, но в Пруссии всё чаще вызывала недовольство как несоответствующая времени, поскольку общегерманский рейхстаг избирался на основе прямого, равного и тайного голосования
Бетман-Гольвег, выступая в ландтаге, отклонил идею предоставления всеобщего и равного избирательного права в Пруссии по аналогии с общегерманским, подчеркнув, что королевское правительство «хотя не хочет отставать от необходимого, но и не хочет выходить за пределы достаточного». Министр предостерёг от «демократической уравниловки» («demokratischer Gleichmacherei»), при этом похвалив «высокие устремления наших рабочих».
В это же время он написал Вольфгангу Эттингену:

«Я прекрасно понимал, что моя речь не только разворошила осиное гнездо, но и подвергла риску меня лично. Наш прусский избирательный закон в долгосрочной перспективе несостоятелен, и даже если он обеспечит парламент, способный действовать, его консервативное большинство настолько примитивно и, в полном ощущении незыблемости своей власти, настолько унизительно для любого, кто хочет двигаться вперёд, что мы должны искать новые основы. Но даже для этой идеи я не найду понимания ни у Государственного министерства, ни, вероятно, даже у Его Величества и, уж точно ни при каких обстоятельствах — у большинства Ландтага.»— 
В 1906 году вспыхнула забастовка в провинции Позен — польские школьники при поддержке католического духовенства требовали преподавания на польском языке. Консерваторы настаивали на увеличении войск в Позене, но Бетман-Гольвег решительно отверг это предложение, и напротив — одобрил религиозное обучение на польском языке.
Позиция министра, согласно которой Королевство Пруссия должно стать более терпимым, проявилась и во время скандала, связанного с гомосексуальными наклонностями друга императора, Филиппа цу Эйленбурга, инспирированного уволенным чиновником Имперского Ведомства иностранных дел Августом фон Гольштейном. Имперский суд поручил Берлинскому полицейскому управлению составить список всех высокопоставленных гомосексуалистов королевства, Бетман-Гольвег, как министр внутренних дел, должен был проверить этот список и передать его Тайному совету. Вместо этого он вернул его уполномоченному криминалисту Гансу фон Трескову, сказав, что не хочет делать столь многих людей несчастными.

### Статс-секретарь внутренних дел Германии
24 июня 1907 года Бетман-Гольвег был назначен статс-секретарём Имперского ведомства внутренних дел и вице-президентом Прусского Государственного министерства, став самым влиятельным политическим деятелем Империи после канцлера Бюлова. В дополнение к своим основным обязанностям в должности главы одного из ключевых министерств Империи Бетман-Гольвег также должен был председательствовать в бундесрате в качестве представителя рейхсканцлера.
В этот период он писал жене:

«Я не искал нового бремени, но противился ему до последнего. Теперь, когда мне его навязали, я должен попытаться принять его таким, каков я есть. Я не боюсь ни позитивной работы, ни законов, которых так требует общественное мнение, ни аполитичной природы нашей нации, которая не хочет отказываться от предвзятых представлений и которая, тем не менее, будет вынуждена идти на жертвы, если хочет добиться успеха в выполнении всего жизненно необходимого для политического сотрудничества.»— 
В октябре 1907 года Бетман-Гольвег посетил Конгресс немецких рабочих — главное собрание христианских профсоюзов, появление имперского статс-секретаря на котором было воспринято как важный прогрессивный шаг.
2 декабря 1907 года в рейхстаге обсуждался вопрос о создании Имперского ведомства труда, но статс-секретарь не поддержал этот проект из-за необходимости передать ему собственные полномочия. Однако он опроверг утверждение, что правительство приостановило решение социально-политических вопросов: «Я никогда не обнаруживал в этой деятельности и следа усталого скептицизма; в ней, хотя и вдали от парламентской арены, сформировалась наша нынешняя Германия.».
В декабре 1907 года при обсуждении законопроекта «Об общественных ассоциациях Рейха» Бетман-Гольвег предложил, чтобы параграф законопроекта, предписывающий, что выступления на публичных собраниях должны вестись только на немецком языке (т. н. «параграф о языке»), применялся только тогда, когда использование иностранного языка могло быть обращено против Германской империи. Тем самым, в частности, открывалась возможность для создания в Германии польских общественных объединений. В результате в окончательной редакции закона был предусмотрен ряд исключений, позволяющих использовать другие языки — в том числе, для тех регионов Германии, где иноязычное население превышало 60 %.
Весной 1908 года в Тайном совете Прусского государственного министерства обсуждался законопроект, направленный против «социал-демократических устремлений». Бетман-Гольвег, уполномоченный выступать от имени рейхсканцлера, отверг необходимость принятия этого закона, поскольку он противоречил продвигаемой им идее «обуржуазивания („Verbürgerlichung“) социал-демократии».
По совету Бетмана-Гольвега Вильгельм II в своей тронной речи от 20 октября 1908 года объявил о реформе избирательной системы в Прусском Королевстве. Кайзер обещал «дальнейшее органическое развитие», которое назвал «одной из важнейших задач современности». Философ Фридрих Науман, симпатизировавший Бетману-Гольвегу, впоследствии отмечал его положительное влияние на императора.

## Рейхсканцлер

### Назначение

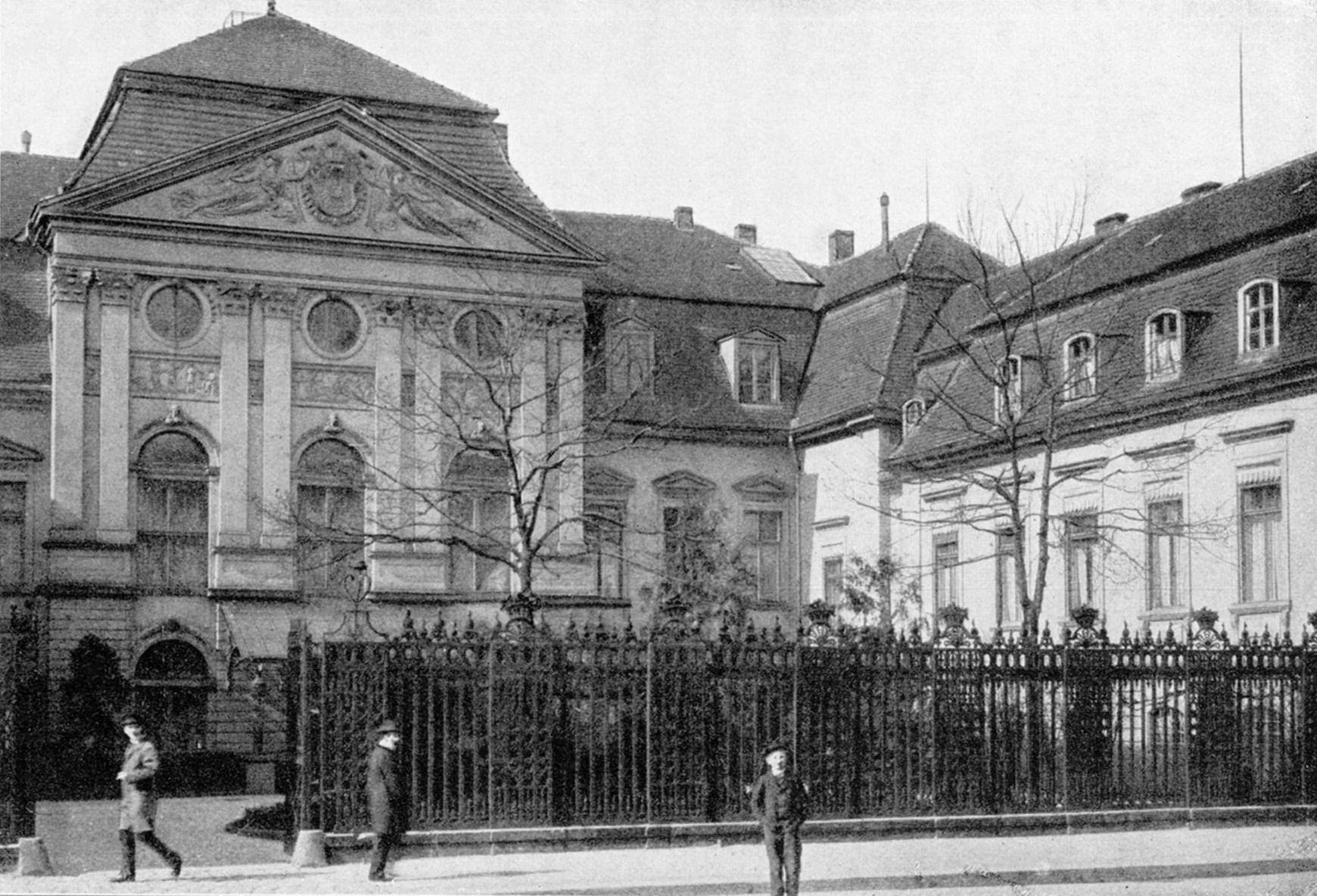
Здание Рейхсканцелярии, Вильгельм-штрассе, Берлин

7 июля 1909 года Вильгельм II назначил Бетмана-Гольвега рейхсканцлером. Он уже был заместителем Бюлова во время канцлерства последнего, кроме того, кайзеру было известно, что Бетман-Гольвег обладает уравновешенным характером, благодаря которому может привести к компромиссу противоборствующие партии. Бетман-Гольвег вновь неохотно принял повышение по службе. Предполагалось, что вместо него канцлером должен был стать обер-президент Рейнской провинции Клеменс фон Шорлемер-Лизер.
Бетман говорил своему другу, дипломату Карлу фон Эйзендехеру:

«Только гений или человек, поглощённый властью и амбициями, может занять такую должность. И я ни то, ни другое. Обычный человек может принять это только под давлением крайней необходимости.»— 
Все партии, в том числе СДПГ, восприняли это назначение довольно положительно, хотя у Партии Центра были сомнения, а для социал-демократов Бетман-Гольвег был всего лишь ещё одним рейхсканцлером, лояльным монархии. Доброжелательный нейтралитет всего партийного спектра был обусловлен компромиссным характером фигуры нового канцлера. Он не был в полном смысле ни «ост-эльбцем», ни «юнкером», что левые восприняли как положительный знак. С другой стороны, буржуазное происхождение Бетмана-Гольвега делало его приемлемым для национал-либералов и Партии Центра, а его работа в качестве административного чиновника вызвала доверие у консерваторов.
Реакция заграницы тоже была доброжелательной: французский «Journal des Débats» писал об «обнадёживающем симптоме» для франко-германских отношений. Посол Франции в Берлине Жюль Камбон даже направил новому канцлеру официальное поздравление — ничего подобного французами раньше не практиковалось. Посольство Германии в Лондоне в лице графа Меттерниха заявило, что король Эдуард VII считает нового канцлера «важным партнёром в поддержании мира». Поздравительные телеграммы в рейхсканцелярию направили также Австро-Венгрия и Российская империя.

### Внутренняя политика

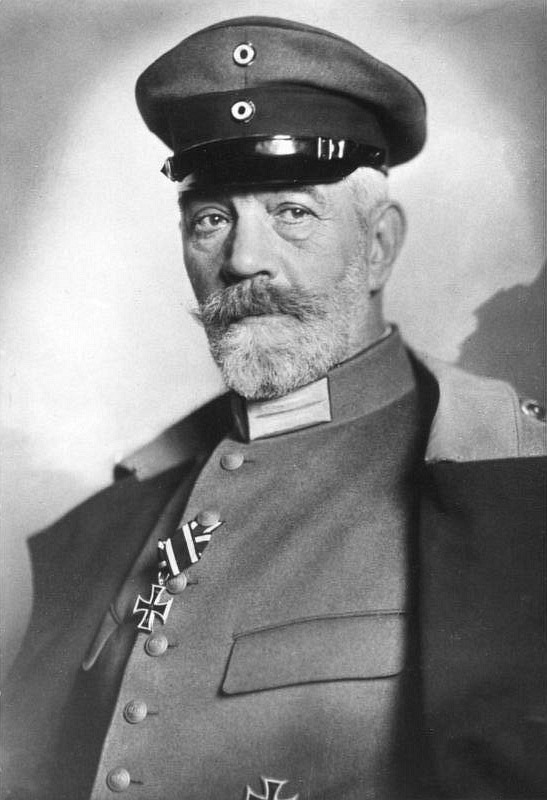
Теобальд фон Бетман-Гольвег

На посту канцлера Бетман-Гольвег продолжал придерживаться либеральных взглядов. Будучи беспартийным, он пытался найти баланс между социал-демократией и консерватизмом. Симпатии канцлера к СДПГ, способствовали периодическому установлению контакта между социал-демократами и партиями, представлявшими интересы буржуазии.
В январе 1910 года Бетман-Гольвег писал своему школьному другу, историку Карлу Лампрехту, что перед правительством стоит «великая задача политического просвещения народа, с устранением господства фраз и поверхностных оценок».
В том же году, правительство канцлера представило законопроект о реформе прусской избирательной системы. Проект предусматривал тайные, прямые выборы с сохранением трёх разрядов («курий»); при этом количество избирателей 1-го и 2-го разрядов предполагалось увеличить посредством изменения расчёта налоговых платежей, а также включения в них лиц, имеющих аттестат об окончании средней школы, и государственных служащих. Проект был категорически отвергнут СДПГ и не получил единодушного одобрения со стороны какой-либо другой парламентской фракции. Консерваторы и Центр, которые не были слишком заинтересованы в реформах, предложили значительно сократить законопроект, но правительство отклонило их изменения и отказалось от дальнейшего обсуждения проекта, не отозвав его официально.
В период своего канцлерства Бетман-Гольвег активно продвигал проект предоставления конституции имперской земле Эльзас-Лотарингия, предусматривавший учреждение двухпалатного парламента, нижняя палата которого избиралась бы аналогично выборам в рейхстаг. Вопреки протестам консерваторов и военных, этот законопроект канцлера был принят 23 марта 1911 года.
22 марта 1911 года Бетман-Гольвег, бывший офицером запаса, был переведён в чин почётного генерал-майора и награждён формой 1-го гвардейского драгунского полка «Королева Великобритании и Ирландии Виктория».

### Внешняя политика

#### Отношения с Англией и Марокканский кризис

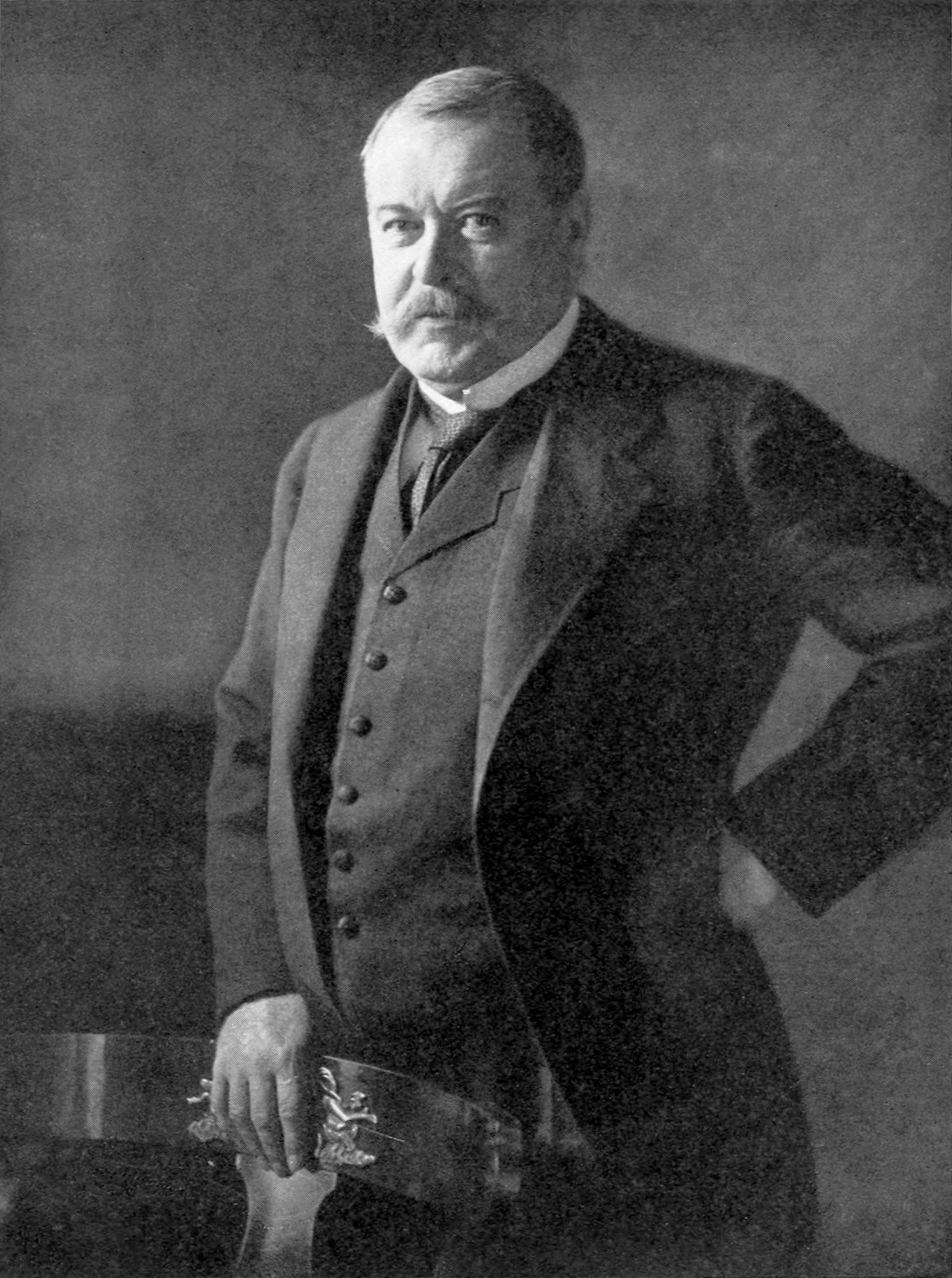
Статс-секретарь Ведомства иностранных дел Альфред Кидерлен-Вехтер.

Во внешней политике Бетман-Гольвег придавал первостепенное значение отношениям с Великобританией, в частности — вопросу о гонке морских вооружений. Выступая в рейхстаге 5 марта 1910 года, канцлер заявил:

«Наша внешняя политика по отношению ко всем державам направлена только на то, чтобы позволить экономическим и культурным силам Германии развиваться свободно. Этот ориентир не выбран искусственно, а автоматически возникает из существования этих сил. Никакая власть на земле не может отключить или подавить свободную конкуренцию других народов. […] В этой конкуренции мы все зависим от соблюдения принципов честного предпринимателя.»— 
На пост статс-секретаря иностранных дел Бетман-Гольвег назначил Альфреда фон Кидерлен-Вехтера, но вскоре в их характерах и политических взглядах обнаружились расхождения. Импульсивность дипломатии Кидерлена-Вехтера наиболее ярко проявилась во время Второго Марокканского (Агадирского) кризиса в октябре 1911 — конфликта между Францией и Германией по вопросу о разделе сфер влияния в Северной Африке.
Впоследствии Бетмана-Гольвега часто упрекали в его пассивности во время Агадирского кризиса. Тот факт, что, несмотря на свои опасения по поводу политики статс-секретаря иностранных дел, он предоставил ему свободу действий, объясняют тем, что канцлер, считал себя недостаточно компетентным во внешней политике, чтобы противостоять предполагаемому эксперту Кидерлен-Вехтеру.
Агадирский кризис обострил отношения не только с Францией, но и с Англией, которая, по замечанию российского посла в Берлине, Н. Д. Остен-Сакена, «оказалась в марокском вопросе более французской, нежели сама Франция». В своём сообщении в российское Министерство иностранных дел Остен-Сакен обратил внимание на агрессивную антигерманскую позицию английского министра иностранных дел Эдуарда Грея в парламенте:

«Речь сэра Э. Грея далеко не оправдала тех надежд, которые на неё возлагало германское правительство. Холодно-вежливый тон речи великобританского статс-секретаря по иностранным делам произвёл в Берлине весьма неблагоприятное впечатление, и заявление, сделанное им о желании поддерживать с Германией хорошие отношения, не могло изгладить впечатления, произведённого предыдущими его заявлениями об агрессивности германской политики […] Г. фон Бетман-Гольвег в сдержанных, но твёрдых выражениях указал на противоречие между дружественными заверениями сэра Э. Грея и положением, занятым Англией в мароккском вопросе, доведшим её почти до вооруженного столкновения с Германией, между тем как наиболее заинтересованные в этом вопросе державы — Франция и союзница её Россия — во всё время переговоров относились к Германии с доверием.»— 
Агадирский кризис закончился франко-германским соглашением, по которому Германия в очередной раз отказалась от своих претензий на Марокко, получив взамен Новый Камерун. Это вызвало ожесточённый протест у статс-секретаря Имперского Колониального ведомства
Фридриха фон Линдеквиста, в результате чего в ноябре 1911 года он ушёл в отставку. На его место Бетман-Гольвег назначил губернатора Самоа Вильгельма Зольфа, который, как и он сам, придерживался либеральных взглядов. Зольф продолжал поддерживать Бетмана-Гольвега даже после его отставки.

#### Отношения с Россией
Незадолго до Марокканского кризиса получили новый импульс немецко-российские отношения. В 1910 году Николай II посетил Потсдам. В 1912 году во время ответного визита кайзера в Россию (встреча в Балтийском порту) Бетман-Гольвег воспользовался случаем, чтобы встретиться с председателем Совета министров Коковцовым и министром иностранных дел Сазоновым и попытаться установить с ними «доверительные и дружеские отношения».
После официального визита канцлер пробыл в России ещё несколько дней, посетил Санкт-Петербург и Москву. Он был впечатлён Петербургом и признал, что смог освободиться от предрассудков, которые «впитал от нашей легкомысленной журналистики». Бетман-Гольвег писал, что во время этой «глубоко освежающей поездки» он «забыл домашние невзгоды» и смог надеяться, что европейской войны удастся избежать. Он также заметил, что «ура-настроения наших безответственных политиков» кажутся ему ещё более опасными, если смотреть на них с расстояния.
Известный политик и промышленник Вальтер Ратенау, посетивший канцлера 25 июля 1912 года, перед визитом в Россию, отметил в дневнике, что Бетман-Гольвег хотел «сохранить modus vivendi и в российском вопросе», таким образом, в германских политических кругах не было ощущения подготовки к войне.

#### Строительство флота и гонка вооружений

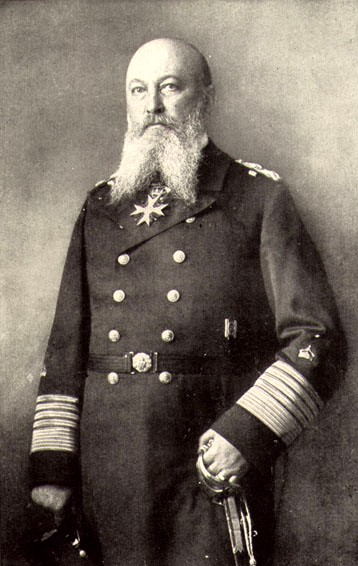
Статс-секретарь Имперского военно-морского ведомства Альфред фон Тирпиц.

Ещё одним спорным вопросом было строительство Императорского флота, на котором настаивал статс-секретарь Военно-морского ведомства Альфред фон Тирпиц. Вплоть до начала Первой мировой войны канцлер рассчитывал достичь соглашения по вопросу о флоте с Великобританией, которая ещё с начала 1900-х гг. активно наращивала свои военно-морские силы.
Бетман-Гольвег пользовался поддержкой германского посла в Лондоне Пауля Меттерниха, который разделял его политические устремления, но из-за угрожающих речей немецких консерваторов в рейхстаге и британских милитаристов в парламенте усилия посла и канцлера не увенчались успехом. После того, как попытки сближения с Англией были прерваны Марокканским кризисом, Бетман-Гольвег вновь пробовал достичь соглашения по военно-морскому вопросу в 1912 году, когда в Германию прибыл английский лорд-канцлер Ричард Холден (т. н. «миссия Холдена»), но требования британцев оказались неприемлемы для германского правительства.
Несмотря на своё скептическое отношение к увеличению флота, Бетман-Гольвег поддерживал вооружение сухопутной армии. В апреле 1912 года он представил рейхстагу законопроект о вооружении, вызвавший критику социал-демократов. Ровно через год он представил в рейхстаг следующий проект, предусматривавший увеличение сухопутной армии на 136 000 человек, а также крупных закупок оружия, и требовавший для этого дополнительных финансовых средств в размере около 1,3 миллиардов марок. Эти требования канцлер уравновесил законопроектом, который предусматривал «дополнительный военный вклад» для всех налогоплательщиков, чьё состояние превышало 10 000 марок. Поскольку социал-демократы всегда призывали к введению прямых налогов для богатых, фракция СДПГ, после бурных дебатов, согласилась утвердить предложенный канцлером закон.

#### Критика внешней политики
Внешняя политика Бетмана-Гольвега нередко вызывала недовольство у правых партий и организаций, называвших канцлера «трусом». Со своей стороны канцлер также резко отзывался о т. н. «пангерманцах», чьи «супер-умные сигнальные статьи» («superkluge Alarmartikel») вызывали у него насмешку, и заявлял, что с «этими бараньими головами никакой политики проводить нельзя».
Критика в отношении Бетмана-Гольвега исходила и из лагеря национал-либералов. Вальтер Ратенау, в целом поддерживавший канцлера, писал после встречи с Бюловым:

«Отсутствие целей во внутренней и внешней политике. Его [Бюлова] политика ещё преследовала Цель: „место под солнцем“, флот, мировая держава. Теперь — больше ничего.»— .
Альфред фон Тирпиц осуждал про-британскую позицию канцлера и его готовность пойти на уступки англичанам во время переговоров о сокращении флота. В своих мемуарах он вспоминал:

«Главной ошибкой Бетмана-Гольвега в вопросе о флоте была его вера, будто известные поправки к нашему морскому строительству, то есть мелкие уступки, которые мы сделали бы англичанам в этой области, могли сколько-нибудь существенно изменить основы наших политических взаимоотношений с Англией. Англичанам было безразлично, будет ли у нас на несколько кораблей больше или меньше. Причины их неудовольствия лежали гораздо глубже, чем можно было заключить по дискуссиям о ежегодных морских бюджетах, которые они вели с таким мастерством.»— 
Среди противников Бетмана-Гольвега был и наследник престола — кронпринц Вильгельм, писавший о канцлере:

«… Его работа оставляла такое впечатление, что он упускает все благоприятные моменты для успеха, и благодаря колебаниям у него начинались неудача за неудачей. […] [в рейхстаге] критиковали его политику в Марокко, и я открыто выразил свою полную солидарность с его обвинителями. Ошибка его и Кидерлен-Вехтера заключалась в том, что они очень воинственно бряцали оружием, бросали вызов, а потом им же пришлось постыдно отступить.»— 
Социал-демократы напротив поддерживали канцлера во время Агадирского кризиса. Депутат Людвиг Франк, выступая в рейхстаге, похвалил Бетмана-Гольвега за то, что тот назвал войну с Францией из-за Марокко «преступлением», и осудил «демагогические методы» консерваторов. По мнению социал-демократов, речь Бетмана-Гольвега по «марокканскому вопросу» была «смелым и достойным поступком непреходящей ценности».
Вильгельм II в своих воспоминаниях характеризовал Бетмана-Гольвега следующим образом:

«Канцлер стремился провести всё, что можно было осуществить. Но его склонность к чрезмерно детальному анализу всех проблем и его желание проводить лишь то, что он при своей педантичной рассудительности считал окончательно созревшим, стали с течением времени сильно тормозить внутреннее строительство. […] Это затрудняло сотрудничество с ним и у тех, кто знал его недостаточно, создавало впечатление нерешительности, в то время как это, в сущности, была лишь чрезмерная добросовестность.»— 

### Цабернский инцидент

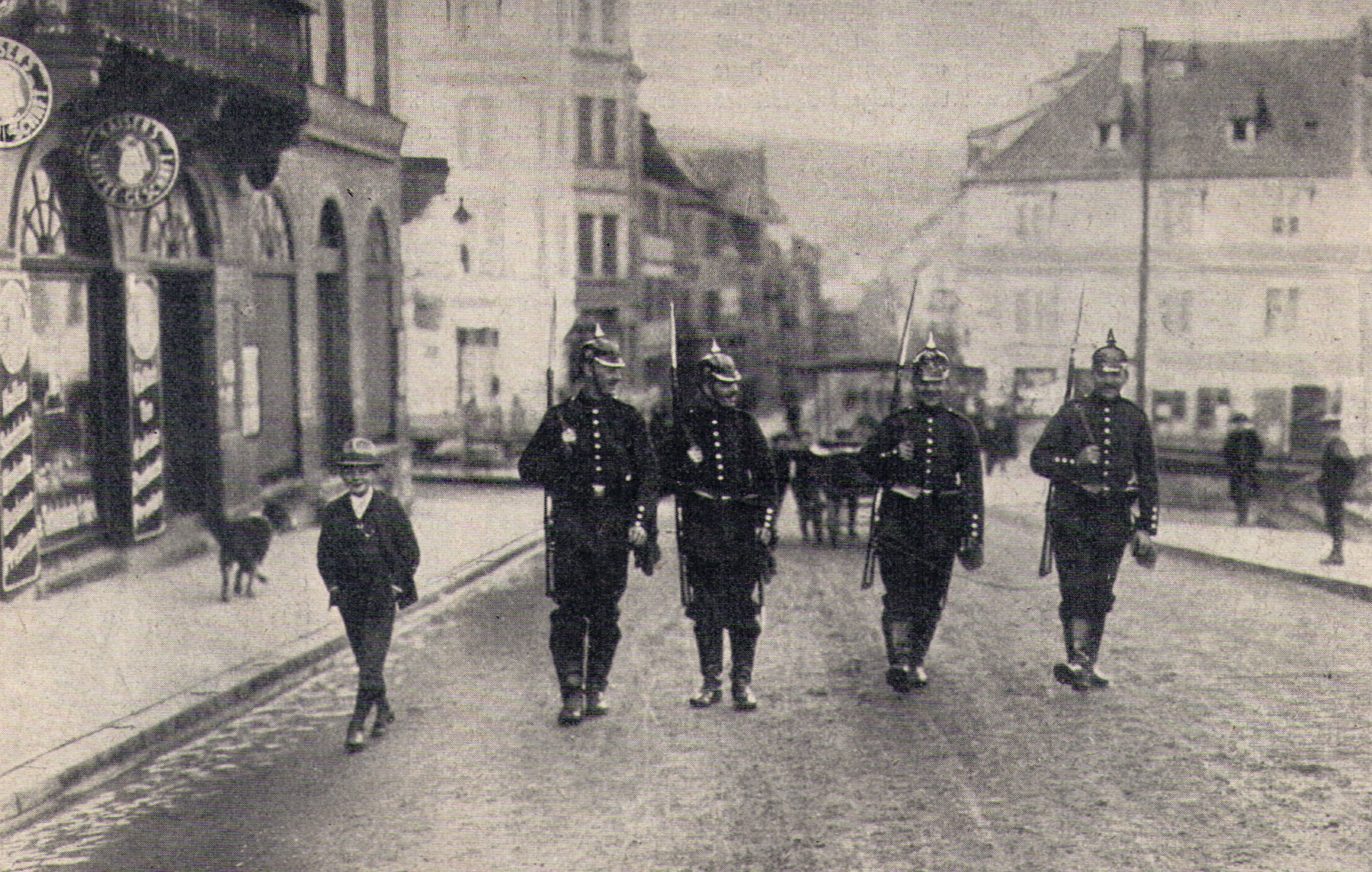
Военный патруль на улице Цаберна, декабрь 1913 г.

В конце 1913 года немецкая общественность была взбудоражена т. н. «Цабернским инцидентом». 28 октября 20-летний лейтенант Гюнтер фон Форстнер, во время инструктажа новобранцев в эльзасском городе Цаберн, оскорбительно отозвался о местных жителях; однако полковник привлёк его к ответственности лишь частично, что вызвало протесты среди эльзасцев, в ходе которых несколько горожан были арестованы.
Бетман-Гольвег усмотрел в этом инциденте угрозу для своей «политики Диагонали». После разговора с наместником в Эльзасе и Лотарингии, Карлом фон Веделем, канцлер 2 декабря 1913 года заявил в рейхстаге, что «императорский мундир необходимо уважать при любых обстоятельствах». Депутатами это было воспринято, как поддержка позиции военного министра Эриха фон Фалькенхайна. Партия Центра, Прогрессивная народная партия, Национал-либеральная партия и СДПГ, ранее поддерживавшие канцлера, теперь выразили ему свой протест. Филипп Шейдеман даже поставил ему в пример «образцовые» конституционные условия в Великобритании и Нидерландах, на что Бетман-Гольвег отреагировал негодующей критикой.
4 декабря 1913 года, впервые в истории Германской империи, рейхстаг воспользовался правом на выражение вотума недоверия правительству: 293 голосами, при 4 воздержавшихся и 54 голосах «против», депутаты осудили позицию правительства, «не соответствующую мнению рейхстага». Социал-демократы требовали отставки канцлера, но он, как и ожидалось, отклонил это требование.
На улицах Берлина прошли марши протеста с лозунгами «Bethmann Soll-weg» («Бетман, убирайся»). В то же время в национально-консервативных кругах его по-прежнему осуждали как «демократа». Во время этого кризиса Бетман-Гольвег впервые признался, что сожалеет, что за ним нет никакой партии.
Кронпринцу Вильгельму, давно критиковавшему его политику, канцлер писал:

«Бряцать мечом, когда нет угрозы чести, безопасности и будущему страны, не только безрассудно, но и преступно.»— 

### Накануне войны

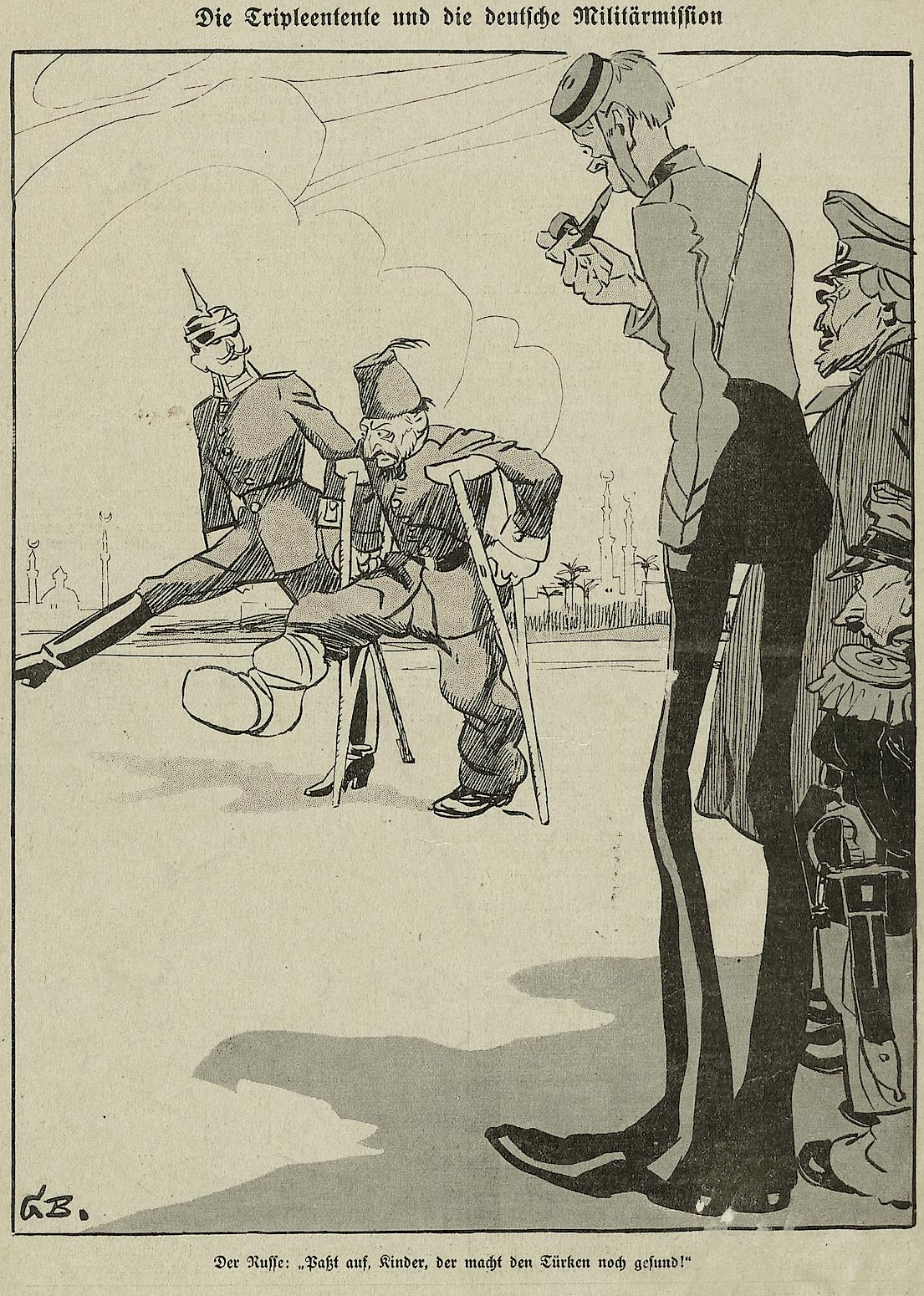
Антанта и германская военная миссия в Турции на карикатуре. «Русский: „Берегитесь, ребята, турок выздоравливает!“».

На рубеже 1913—1914 годов общественное недовольство, вызванное «Цабернским инцидентом», постепенно утихло, и канцлер предполагал возможность стабилизации внешней политики. После завершения Второй Балканской войны и заключения Бухарестского мирного договора, проблемы на Балканах, как казалось, в среднесрочной перспективе были решены. Возобновившаяся переписка с российским министром иностранных дел Сазоновым давала надежду на урегулирование Восточного вопроса. Вспыхнувший в 1913 году дипломатический конфликт, связанный с отправкой в Турцию германской военной миссии под руководством Отто Лимана фон Сандерса, был разрешён, несмотря на панславистские настроения в Российской империи. С другой стороны, активность России на севере Персии привела к временному сближению между Великобританией и Германией.
В этот период Бетман-Гольвег писал своему другу Карлу Эйзендехеру: «Жизнь могла бы быть сносной, если бы люди не были слишком неразумны». Вся переписка канцлера этого периода свидетельствует о его стремлении предотвратить крупную европейскую войну.
В начале лета 1914 года германскому правительству стало известно о британо-российском военно-морском соглашении. Это известие серьёзно омрачило Бетмана-Гольвега, всё ещё надеявшегося на стабилизацию англо-германских отношений. Потеряв доверие к английскому министру иностранных дел Эдуарду Грею, он написал в немецкое посольство в Константинополе, что важно пережить это время без серьёзных конфликтов. Затем Бетман-Гольвег отправился в отпуск в Хоэнфинов, где — через несколько недель после похорон своей жены — узнал об убийстве австрийского эрцгерцога в Сараево.

## Первая мировая война

### 1914 год

#### Июльский кризис и начало войны
После убийства наследника австрийского престола, Франца Фердинанда сербским террористом Гаврилой Принципом, власти Австро-Венгрии посчитали необходимым решительно отреагировать на эту провокацию. Реакция Германии была предсказуемой: солидарность по отношению к Австро-Венгрии была традиционным направлением германской политики со времён канцлеров Каприви и Гогенлоэ. 5 июля 1914 года австрийский посол в Берлине, Сегеньи, сообщил министру иностранных дел Австро-Венгрии Леопольду фон Берхтольду, что, по заверению Вильгельма II, император Франц Иосиф может рассчитывать на полную поддержку Германии:

«Его Величество заверил меня, что он ожидал, что мы предпримем решительные действия против Сербии, но он должен признать, что в результате конфликтов, с которыми столкнулся наш милостивый Государь, ему необходимо принять во внимание серьёзное осложнение в Европе, по причине которого он не пожелал дать однозначного ответа до консультации с канцлером. Когда, после нашего déjeuner, я ещё раз подчеркнул серьёзность ситуации, Его Величество уполномочил меня доложить нашему милостивому Государю, что и в этом случае мы можем рассчитывать на полную поддержку Германии. […] у него не было ни малейшего сомнения, что господин фон Бетман-Гольвег полностью с ним согласится, особенно в отношении действий с нашей стороны против Сербии.»— 
Позже Бетман-Гольвег писал в своих воспоминаниях, что «эти взгляды императора совпадали с его взглядами». 6 июля 1914 года рейхсканцлер заверил австрийского посла в том, что Германский рейх будет преданно бороться на стороне своего союзника.
В то же время он велел статс-секретарю иностранных дел Готлибу фон Ягову телеграфировать германскому послу в Лондоне Карлу Максу Лихновскому, что в отношении британского правительства «следует избегать всего, что может создать впечатление, будто мы подстрекаем австрийцев к войне». Надеясь локализовать конфликт, Бетман-Гольвег настоял, чтобы кайзер не прерывал свою ежегодную поездку в Норвегию. Канцлер предоставил австрийской политике свободу действий, но не без критики, о чём свидетельствовал посол Франции в Вене, Дюмен.
По свидетельству доверенного лица канцлера, Курта Рицлера, Бетман-Гольвег выражал опасения, что, если Австрия возьмёт «экспансионистский тон», то конфликт может выйти за пределы Балкан и «привести к мировой войне». Но когда в июле 1914 года министерству иностранных дел стало известно, что австро-венгерский ультиматум Сербии составлен в неприемлемой форме, канцлер позволил австрийцам выдвинуть свои требования, заявив: «мы не можем комментировать формулировку требований к Сербии, так как это дело Австрии».
Рассчитывая на нейтралитет Великобритании, он телеграфировал лондонскому министерству иностранных дел:

«Поскольку Австрия защищает свои жизненно важные интересы, вмешательство союзной Германии исключено. […] Если только нас не заставят взяться за оружие.»— 
Изначально в Австро-Венгрии и Германии рассчитывали на локальный конфликт с Сербией, но когда 24 июля австрийские дипломатические представители сообщили правительствам, при которых они были аккредитованы, об ультиматуме, предъявленном в Белграде, это вызвало агрессивную реакцию стран Антанты. В Англии Эдуард Грей назвал ультиматум «самым ужасным документом, с каким одно государство когда-либо обращалось к другому независимому государству». Российский министр иностранных дел Сазонов, узнав об ультиматуме, воскликнул: «Это европейская война!». Он обратился к начальнику генерального штаба генералу Янушкевичу с предложение принять подготовительные меры к частичной мобилизации русской армии. 25 июля в России на заседании Совета министров под председательством Николая II было решено ввести в действие «Положение о подготовительном к войне периоде», что означало проведение довольно обширных мобилизационных мероприятий, не объявляя формально самой мобилизации.
Встретившись 25 июля с немецким послом Пурталесом, Сазонов заявил: «Австрия ищет предлога для того, чтобы поглотить Сербию. Но в таком случае Россия будет воевать с Австрией!». В тот же день Французский посол Палеолог заверил Сазонова в безоговорочной поддержке, заявив что «Франция не только окажет сильную дипломатическую поддержку России, но в случае надобности выполнит все обязательства, возлагаемые на неё союзом».
Когда 27 июля 1914 года в Берлин прибыл дипломатический ответ Сербии на ультиматум Австро-Венгрии, Вильгельм II заявил, что не видит причин для начала войны. Тем не менее, кайзер предложил Австрии занять Белград для дальнейших переговоров о решении балканского вопроса. Принимая во внимание угрозу войны с Англией, Бетман-Гольвег также поддержал предложение «остановиться в Белграде» при условии отказа Австрии от аннексии Сербии, хотя знал, что это не устроит российскую сторону.
В то же время, когда Италия, формально входившая в Тройственный союз, потребовала компенсации за австрийскую акцию на Балканах, а в Вене высказали предложение о разделе Сербии, это встретило решительный протест в Берлине. Впервые Бетман-Гольвег открыто выступил против Дунайской монархии — в его глазах предложение Вены противоречило принципам чести. Он телеграфировал в Министерство иностранных дел:

«Германский рейх не может поддерживать двойную политику. В противном случае мы не сможем выступить посредником в Санкт-Петербурге и будем полностью идти на поводу у Вены […]»— 
Это свидетельствует о том, что в своих решениях Бетман-Гольвег зачастую руководствовался не политическим расчётом, а этическими соображениями. В тот же день он говорил с кайзером о том, что, когда кризис закончится, необходимо вернуться к урегулированию военно-морского вопроса с Великобританией.
Однако британское правительство не проявляло стремления к быстрому разрешению международного конфликта. Английский министр иностранных дел Эдуард Грей на протяжении всего кризиса уклонялся от однозначного ответа на вопросы Германии, России и Франции о том, какую роль сыграет Британия в случае европейской войны. Уже 27 июля Грей на заседании кабинета министров требовал участия Англии в войне, угрожая в противном случае выходом в отставку.
Английский посол в Петербурге Джордж Бьюкенен также стремился сделать так, чтобы Германия взяла на себя вину за последующий конфликт, предупредив 28 июля французского посла: «Надо предоставить германскому правительству всю ответственность и всю инициативу нападения. Английское общественное мнение не допустит мысли об участии в войне иначе, как при условии, чтобы наступление исходило несомненно от Германии. Пожалуйста, поговорите с Сазоновым об этом».
В период с 20 по 27 июля Грей, не обозначая прямо позиции Англии в конфликте, выдвинул несколько разнообразных предложений о «посредничестве». Его первоначальное предложение «непосредственных переговоров» между Веной и Петербургом, было отклонено французским президентом Пуанкаре; предложение от 24 июля о «посредничестве четырёх держав» (Германии, Франции, Италии и Англии) между Австрией и Россией было принято Германией, но отвергнуто Россией и Францией; предложение от 26 июля о посредничестве между Австрией и Сербией на конференции послов, первоначально было отвергнуто Австро-Венгрией и Германией, которая в этот период ещё рассчитывала на возможность непосредственных переговоров по «сербскому вопросу» между Веной и Петербургом. 27 июля Грей заявил немецкому послу Лихновскому, что он ознакомился с ответом Сербии и пришёл к выводу, что «Сербия удовлетворила австрийские требования в таких пределах, в каких он даже не ожидал», поэтому Германия должна заставить Австро-Венгрию «отказаться от безрассудной политики» и признать ответ Сербии удовлетворительным. Я убеждён, — сообщил Лихновский в Берлин, — что если война всё-таки возникнет, то мы не сможем рассчитывать на сочувствие или поддержку Англии…". Это убедило Бетмана-Гольвега в тот же день обратиться к Австро-Венгрии с просьбой принять предложение Грея. «Если мы отвергнем все предложения о посредничестве, — писал он, — мы окажемся ответственными перед всем миром в случае возникновения пожара: нас будут считать главными зачинщиками войны».
Нуждаясь в гарантии британского нейтралитета, немецкое правительство предпринимало попытки объяснить свою позицию и выяснить, при каких условиях Британия может счесть необходимым взяться за оружие. 28 июля Бетман-Гольвег спросил Грея, останется ли Британия нейтральной, если немцы гарантируют неприкосновенность Бельгии и Франции, но британцы отказались принять эти условия.
Поскольку отношения между Россией и Австро-Венгрией накалялись (29 июля в России была объявлена частичная мобилизация, а 30 июля — общая мобилизация), и австрийское правительство, вопреки настояниям Бетмана-Гольвега, отказывалось принять предложения о посредничестве, начальник Генерального штаба Хельмут Мольтке попросил канцлера инициировать мобилизацию в Германии, ссылаясь на то, что Австрию нельзя оставлять без помощи. Стратегия немецкого Генерального штаба, предполагавшая вторжение в Бельгию, окончательно сорвала попытки Бетмана-Гольвега локализовать конфликт.

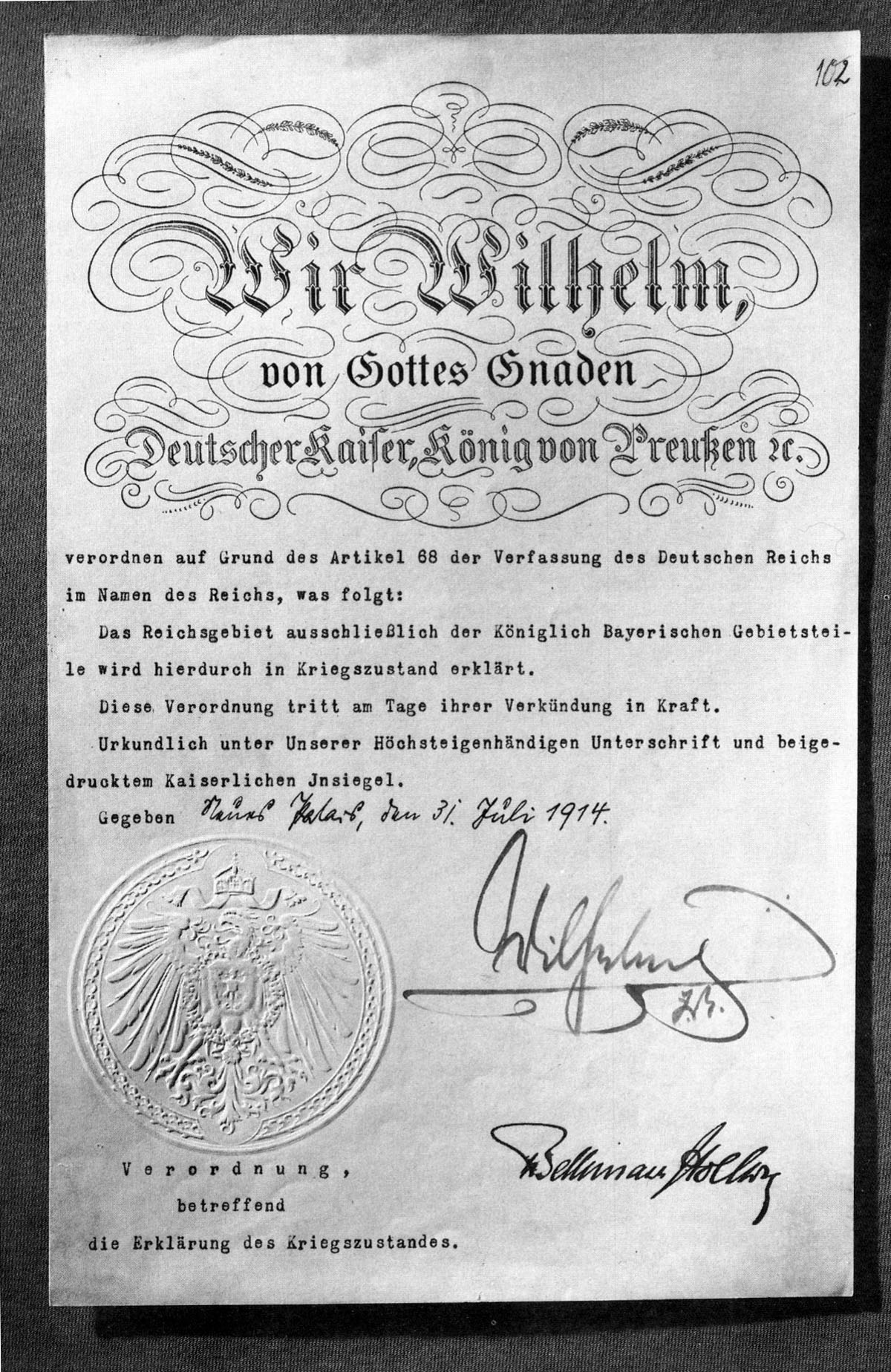
Акт об объявлении «состояния, угрожающего войной» в Германской империи

31 июля 1914 года в Германии было официально объявлено военное положение. 1 августа Германия объявила войну России и начала мобилизацию. В отличие от представителей прусского Военного министерства, Бетман-Гольвег настаивал на формальном объявлении войны, чтобы «получить утверждение [документа] в соответствии с международным правом».
1 августа Грей заверил немецкого посла Лихновского, что Британия останется вне конфликта, если Франция не будет атакована Германией. Вильгельм II приказал остановить продвижение немецких войск в направлении Люксембурга и послал сообщение Георгу V, заверяя его в своей готовности принять предложение. Английский король, ещё 26 июля обещавший немцам, что «приложит все усилия, чтобы не быть вовлеченными в войну, и остаться нейтральными», а 30 июля — поддержавший план оккупации австрийцами Белграда «и соседних территорий», теперь заявил, что «имело место какое-то недоразумение» и разговор между Греем и Лихновским был просто неформальной беседой и не имел никакого значения. В тот же день Лихновский снова спросил Грея, будут ли британцы соблюдать нейтралитет, если немцы не войдут в Бельгию. Грей отказался дать эту гарантию, заявив, что Бельгия может оказаться «важным, но не решающим фактором». Затем от имени кайзера правительство Германии спросило, на каких условиях Британия согласна остаться в нейтралитете. Грей отказался обсуждать этот вопрос.
3 августа Бетман-Гольег заявил Грею, что к немецкому вторжению в Бельгию, в конечном итоге, привела российская мобилизация, поставившая Германию в столь затруднительное положение, тогда как он делал всё возможное, чтобы избежать нарушения международного права и предотвратить «безумие самоуничтожения европейских культурных наций».
4 августа, через три дня после заявления о том, что «вторжение в Бельгию не будет решающим фактором», Британия объявила Германии войну. В тот же день Бетман-Гольвег, выступая в рейхстаге, подчеркнул, что Германия не хотела войны — её «пожар» разожгли российские военные. Германская империя должна будет искупить «несправедливость по отношению к Бельгии», но всякий, кому угрожают, должен думать только о том, как прорубить себе дорогу.
Вечером 4 августа Бетман-Гольвег встретился с британским послом Эдуардом Гошеном. В отчаянии канцлер заявил: из-за «клочка бумаги» (имелось в виду соглашение с Бельгией о нейтралитете) Великобритания хочет воевать против родственной нации, которая желает жить с ней в мире. Позднее в своих воспоминаниях он признавал, что, хотя выражение «клочок бумаги» было вырвано из контекста, тем не менее, он, действительно, придерживался мнения, что бельгийский нейтралитет — ничто по сравнению с надвигающейся мировой войной. Очевидно, такое объяснение постфактум не меняет историческую трактовку этого события, послужившую предлогом для объявления войны со стороны Великобритании и других мировых держав. Таким образом, Бетман-Гольвег не смог предотвратить вступление британцев в военные действия, на что во многом была направлена его политика в предыдущие годы.

#### Определение целей войны

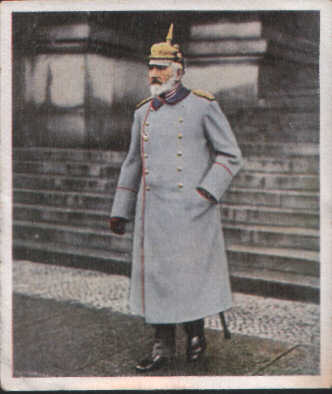
Теобальд фон Бетман-Гольвег в военной форме

Если в начале войны канцлер ещё питал некоторые иллюзии в отношении британского нейтралитета, то вскоре ему пришлось убедиться, что военная пропаганда в Англии сделала своё дело: готовность британцев к войне, в частности, проявилась при высадке их экспедиционного корпуса на побережье Фландрии.
В сентябре 1914 года Бетман-Гольвег направил статс-секретарю Имперского ведомства внутренних дел Клеменсу фон Дельбрюку, для предварительного обсуждения, свой проект послевоенного устройства Европы, впоследствии известный в историографии как «Сентябрьская программа». «Программа» не являлась официальным планом правительства и не была подписана канцлером или кайзером, сам Бетман-Гольвег в письме к Дельбрюку называл свой проект «предварительными заметками о руководящих принципах нашей политики при заключении мира». В «Программе» канцлер впервые сформулировал конкретные цели войны: территориальные аннексии во Франции и Бельгии, независимость национальных окраин Российской империи, а также создание Европейского таможенного союза, который должен обеспечить Германии экономическое лидерство в Центральной Европе.
Обозначенные канцлером территориальные притязания были более умеренными по сравнению с требованиями военных и право-радикальных кругов. Неизвестно, насколько эти планы были непосредственно идеей канцлера, а насколько — сложились под влиянием его окружения. Существует мнение, что настоящим автором «Сентябрьской программы» был секретарь Бетмана-Гольвега Курт Рицлер, поскольку в дневниках последнего упоминается, что они с канцлером вскоре после начала войны обсуждали возможные условия мира. Однако достоверных доказательств этому нет.
«Программа» канцлера была попыткой найти компромисс между требованиями различных политических и экономических групп. Но тщательная консультация в соответствующих германских и прусских министерствах вскоре выявила такое изобилие разногласий, экономико-политических и организационных трудностей, что Дельбрюк во время поездки в штаб-квартиру в начале октября убедил канцлера отложить рассмотрение всего комплекса вопросов. В новой директиве, которую Бетман-Гольвег направил в Берлин 22 октября, уже не было упоминания о большом экономическом союзе. В ней говорилось лишь о желании «возместить на французском и российском рынках убытки … [понесённые] на мировом рынке …» — прежде всего, за счёт передачи Германии рудного бассейна Лонгви-Брие, долгосрочного торгового соглашения с Россией, предусматривающего снижение российских промышленных тарифов, а также определённых экономических преференций «в случае победы над Англией» (в частности, в области патентного права, колониальной таможенной политики и экономических концессий для крупных предприятий на Востоке).
Патриотический энтузиазм начала войны почти не затронул канцлера. 30 августа 1914 года он писал своему другу Вольфгангу Эттингену:

«Работа и надежда в моих руках были расколоты на части. Но я не чувствую себя виновным в тех реках крови, которые льются сейчас. Наш народ славен и не может погибнуть. Впереди нас ждёт много трудного, возможно, даже самое трудное.»— .
Банкир и политик Карл Гельферих, сопровождавший Бетмана-Гольвега в Верховное командование армии, позднее писал, что канцлера более всего занимал вопрос: «Где путь к миру?».
Высказывания Бетмана-Гольвега этого периода свидетельствуют о его внутренних противоречиях и стремлении дистанцироваться от собственных политических решений. 14 ноября 1914 года он писал пресс-референту Имперского министерства иностранных дел Отто Хамманну из Ставки верховного главнокомандования в Шарлевиле:

«Мне всегда стыдно, когда я сравниваю то, что делается в Берлине, и то, что мы здесь не делаем. Когда бываю на фронте и вижу поредевшие ряды наших серых мальчиков […] марширующих на Ипрскую бойню, то меня пронизывает насквозь. […] Бельгия — крепкий орешек. Вначале я бездумно болтал про полусуверенное государство-данника. Теперь я думаю, что это — утопия. Даже если мы уже убили медведя.»— 
Уже в 1918 году Бетман-Гольвег признался военному историку Гансу Дельбрюку, что сохранение суверенитета Бельгии было бы объективно наилучшим решением, но из-за давления со стороны военных («проклятых настроений в Ставке») это было невозможно. Вследствие этого канцлер пытался оттянуть окончательное решение вопроса об аннексиях до окончания войны. В отношении французских и бельгийских территорий он использовал термин «залог» («Faustpfand»), рассчитывая такой формулировкой смягчить требования военных, а также обеспечить лояльность социал-демократов.
Канцлер также всегда подчёркивал оборонительный характер войны, говоря о «защите Рейха» или о «более сильной Германии» в случае победы, но — как неодобрительно замечал член Пангерманского союза, химик Ганс фон Либих — «никогда ни о чём большем».

#### Гражданский мир
В первые месяцы войны правительству на время удалось преодолеть присущий Германии политический партикуляризм с помощью концепции «Гражданского мира», которая во многом основывалась на идеях канцлера. Девизом Гражданского мира стала знаменитая фраза, произнесённая Вильгельмом II в рейхстаге 4 августа 1914 года: «Я не знаю больше никаких партий, я знаю только немцев». C самого начала войны Бетман-Гольвег решительно отверг план ведущих военных чиновников (в частности, Альфреда фон Тирпица) арестовать исполнительный комитет СДПГ и распустить партию. Вместо этого он открыто обратился к социал-демократам, чтобы в долгосрочной перспективе склонить их к сотрудничеству. 29 июля 1914 года он спросил через социал-демократа Альберта Зюдекума, который был близок к канцлеру и часто действовал как связующее звено между правительством и парламентской оппозицией: как СДПГ отнесётся к войне? К удовлетворению канцлера, его заверили, что он может не ожидать саботажа или всеобщих забастовок. На заседании Прусского государственного министерства 15 августа Бетман-Гольвег призвал к справедливому обращению с социал-демократами, что вызвало возмущение консерваторов.

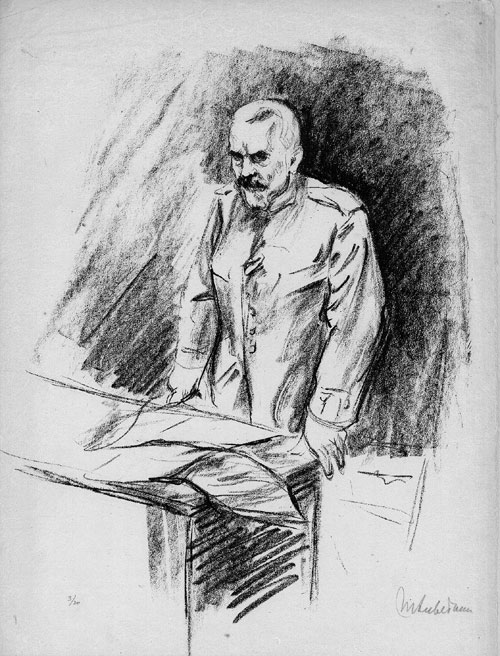
Бетман-Гольвег на рисунке Макса Либермана, 1915

Впоследствии Бетман-Гольвег вспоминал день начала войны как одну из величайших вех в истории Германии, день, когда пали внутренние барьеры, мешавшие объединению в подлинно национальное государство. В начале октября 1914 года он говорил демократу Конраду Хаусману:

«Барьеры должны быть сняты, после войны начинается новая эра. Классовые различия стёрты больше, чем когда-либо прежде.»— 
Охватившие Европу шовинистические настроения канцлеру были чужды. В 1916 году, выступая в рейхстаге, он воскликнул: «Всё новые народы погружаются в кровавую бойню. С какой целью?». В разгар войны Бетман-Гольвег читал книги французских писателей Оноре де Бальзака и Анатоля Франса, восхищался красотой французского языка и сожалел, что современное искусство не так популярно в Берлине, как в Париже. Его любимым художником был импрессионист, лидер Берлинского сецессиона, Макс Либерман, с которым они также были близки по политическим взглядам.
Тем не менее, политические соображения для канцлера иногда оказывались важнее вопросов морали. Когда в 1915 году участились сообщения об убийствах армян в Османской империи и даже немецкий посол в Константинополе потребовал вмешательства, Бетман-Гольвег заметил, что единственная цель Германии — удержать Турцию на своей стороне до конца войны, независимо от того, гибнут армяне или нет.

### 1915 год

#### Политика неоориентации
В феврале 1915 года германским правительством был взят курс на т. н. «политику неоориентации», предусматривавшую, помимо прочего, давно откладываемую реформу прусской избирательной системы. Бетман-Гольвег поручил министру внутренних дел Пруссии Фридриху Вильгельму фон Лёбелю разработать соответствующий законопроект. Однако проект реформы, внесённый Лёбелем в начале лета 1915 года, вновь предусматривал многоступенчатые выборы. После нескольких проектов, ни один из которых не мог обеспечить прямых равных выборов, Бетман-Гольвег наконец прямо заявил начальнику рейхсканцелярии Арнольду Ваншаффе, что «трёхклассная» избирательная система «стала невозможной» и необходимо перейти к равным выборам.
В конце сентября 1915 года Бетман-Гольвег пригласил на обед социал-демократа Филиппа Шейдемана. Позже в своих мемуарах Шейдеман писал, что: «каждое предложение канцлера дышало стремлением к миру и доброй воле». Между тем, слева и справа канцлера обвиняли в политической слабости. Его план требовал, в первую очередь, лояльности со стороны национал-либералов, но их лидеры Эрнст Бассерман и Густав Штреземан не стремились к сотрудничеству с лево-либералами, стоявшими за Бетманом-Гольвегом.
С неудовольствием отреагировали на возобновление усилий по реформированию избирательного законодательства и военные: полковник Альбрехт фон Таер назвал канцлера «непригодным», а реформу «крайне чрезмерной», заметив, что канцлеру «лучше бы быть учителем женской школы». Впоследствии Бетман-Гольвег замечал, что наиболее активные сторонники крупных военных аннексий были также и наиболее активными противниками прусской избирательной реформы.

#### «Силезское предложение»
Насколько ясно канцлер видел военное положение Германии уже весной 1915 года, показывает его не совсем обычное предложение Прусскому государственному министерству. В нём Бетман-Гольвег предлагал передать Австро-Венгрии районы Леобшютц и Плесс в Силезии, чтобы Дунайской монархии было легче предоставить территориальные уступки Италии. По мнению канцлера, это был единственный способ предотвратить вступление Италии в войну на стороне Антанты. Он доказывал министрам, что если Италия вмешается, война будет проиграна. Его коллеги отвергли это предложение как «совершенно непрусское». С объявлением войны Италией 23 мая 1915 года обсуждение «силезского предложения» стало неактуальным.

#### Отношения с США и дискуссия о подводной войне
В повестку дня вернулся вопрос о неограниченной подводной войне. Ещё в ноябре 1914 года гросс-адмирал Тирпиц считал подводную войну единственным по-настоящему эффективным средством против английской морской блокады. Канцлер со своей стороны пытался избежать или, по крайней мере, отсрочить неограниченную подводную войну. Он сомневался в решающей важности такой военной акции против британской военной экономики, кроме того, опасался, что Соединённые Штаты вступят в войну на стороне Антанты. Вильгельм II первоначально считал подводную войну «нехристианской», но впоследствии частично уступил Адмиралтейству. В феврале 1915 года воды вокруг Британских островов были объявлены Германией зоной боевых действий. Это ещё не означало неограниченную подводную войну, но сразу вызвало резкие протесты среди нейтральных стран.
7 мая 1915 года немецкая подводная лодка торпедировала у берегов Ирландии британский пассажирский лайнер «Лузитания», одновременно числившийся в списках британского военно-морского флота в качестве вспомогательного крейсера. При этом погибло более 120 американцев, что серьёзно обострило отношения с США.
19 августа 1915 года, Бетман-Гольвег выступая перед рейхстагом, произнёс знаковую и резонансную фразу: «Мы можем применять силу — даже вовне — только в интересах свободы».

### 1916 год

#### Продолжение дискуссии о подводной войне
Введение всеобщего воинского призыва в Великобритании в январе 1916 года вызвало недовольство не только в Берлине, но и в Вашингтоне. Президент США Вильсон выступил с предложением созвать мирную конференцию и направил в Берлин посланника полковника Хауса. 19 февраля 1916 года рейхсканцлер написал свой «меморандум о подводных лодках», в котором использовал ставшее впоследствии столь известным выражение «железный занавес», который, по его словам, не удастся опустить вокруг Англии. Он также выразил озабоченность адмиралу фон Мюллеру относительно того, что нейтралы могут объединиться против Германии, если она не будет соблюдать положения Гаагской конвенции о законах и обычаях сухопутной войны: «Нас забьют до смерти, как бешеную собаку».
В начале марта 1916 года Бетман-Гольвег необычайно жёстко выступил в Ставке в Шарлевиле. Под угрозой отставки он фактически добился отсрочки неограниченной подводной войны, которую назвал «преступлением против немецкого народа». После этого гросс-адмирал Альфред фон Тирпиц — главный противник канцлера и сторонник подводной войны — подал прошение об отставке, которую получил 12 марта.
24 марта 1916 г. произошёл раскол в рядах Социал-демократической партии Германии. Во время заседания рейхстага большое число социал-демократов поддержало Бетмана-Гольвега. Умеренное крыло под руководством Фридриха Эберта полностью отделилось от лево-радикальной части партии. Председатель СДПГ Гуго Гаазе, горячо выступавший против принятия военного бюджета, ушёл с поста и вместе со своими сторонниками был исключён из парламентской фракции СДПГ. Бетман-Гольвег надеялся, что социал-демократы, поддерживавшие его военную политику, и Прогрессивная народная партия объединятся в центральную группу («фракцию благоразумных»).
Но в тот же день снова возникли проблемы с США: был торпедирован английский корабль Сассекс. Бетман-Гольвег призвал Вудро Вильсона через американского посла в Берлине Джеймса Герарда выступить посредником в международном конфликте. Канцлер намеревался отправить на переговоры с США Вильгельма Зольфа, заявив, что Германия согласится на мирный договор в любое время «на либеральных условиях».

#### Приход к власти Гинденбурга и Людендорфа

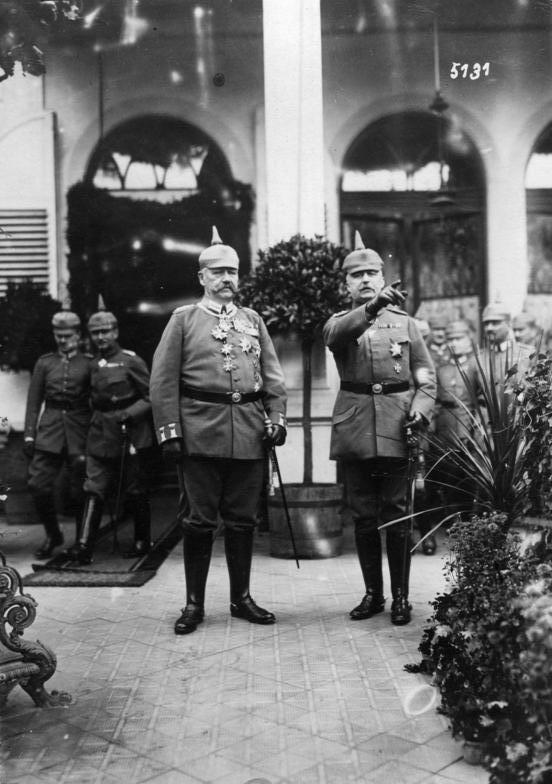
Гинденбург и Людендорф, 1917 г.

В феврале 1916 года началось немецкое наступление под Верденом. Повторить быстрое продвижение времён Франко-прусской войны, не удалось, началась «окопная война». Когда новости о тяжелейших боях под Верденом попали в немецкую прессу, Бетман-Гольвег написал, главе Тайного гражданского кабинета Рудольфу фон Валентини, что необходимо повлиять на кайзера и назначить Пауля фон Гинденбурга новым главой Генерального штаба. Немецкие промышленники, такие как Карл Дуйсберг, Эмиль Кирдорф и Эрнст Пёнсген, Пауль Рорбах и Вальтер Ратенау, также высказывались за передачу Верховного армейского командования (сокр. OХЛ, нем. — «Oberste Heeresleitung», ОHL), «волевым людям» — Паулю Гинденбургу и Эриху Людендорфу — и наделение их авторитарными полномочиями в гражданском секторе. Бетман-Гольвег поддержал эти планы, публично заявив, что имя Гинденбурга наводит ужас на врага. Он добился, чтобы кайзер передал Гинденбургу верховное командование всем Восточным фронтом.
28 августа 1916 года, по настоянию Бетмана-Гольвега, прежний начальник германского Генерального штаба Эрих Фалькенхайн был уволен, а на следующий день Вильгельм II назначил Гинденбурга начальником Генерального штаба полевой армии, а Людендорфа — Первым генерал-квартирмейстером (должность была введена специально для него). Под их руководством начало свою работу третье Верховное командование армии, фактически возглавляемое Людендорфом, которого кайзер считал «сомнительным персонажем, снедаемым амбициями».

#### Польский вопрос и вопрос о принудительном труде
В 1916 г. снова стал актуальным польский вопрос. Ещё 31 июля 1914 года Вильгельм II в разговоре с полковником Богданом фон Гуттен-Чапским (поляком по происхождению, впоследствии назначенным советником военного губернатора Польши) обещал, что в случае победы Германии в войне он предоставит польскому народу свободу и независимость. Год спустя Польша оказалась в руках Центральных держав. Фалькенхайн настаивал на присоединении Польши к Австро-Венгрии, что Бетман-Гольвег назвал «наименее неблагоприятным» решением в отношении перспективы мира с Россией.
После смены руководства Генерального штаба настроения изменились: Людендорф потребовал немедленного создания «марионеточного» Королевства Польского в качестве «базы для людей, которые требуются для дальнейших боёв на Востоке». Идеи Людендорфа о необходимости обязательного военного призыва в Польше противоречили взглядам Бетмана-Гольвега. Весной 1916 года канцлер, выступая в рейхстаге, заявил: «За Германию, а не за чужую землю, сыны Германии истекают кровью и умирают». На что Карл Либкнехт, представитель антибетмановского лево-радикального крыла СДПГ, вскочив, воскликнул: «Это неправда!».
На переговорах в августе 1916 года представители Центральных держав договорились о создании независимого конституционного Королевства Польского, которое, как настаивал Бетман-Гольвег, не должно было быть провозглашено до окончания войны. 18 октября 1916 года, после протестов Вены, августовское соглашение о Польше было признано недействительным, а решение вопроса о независимости Польши — перенесено на ноябрь. 5 ноября 1916 года было провозглашено Королевство Польское. Бетман-Гольвег уступил давлению армейского командования и Дунайской монархии. Он смог лишь предотвратить принудительную вербовку поляков в немецкую армию. Однако сразу после провозглашения независимости Польши военные начали набирать добровольцев в т. н. «польские вооружённые силы» или «польский вермахт», что соответствовало планам Людендорфа.
В то же время по настоянию ОХЛ происходила депортация бельгийских рабочих в Германию. Несмотря на призывы Бетмана-Гольвега тщательно рассмотреть вопрос о принудительных работах, эта практика имела место вплоть до февраля 1917 года.
Сложности возникли и при решении вопроса о трудовой мобилизации германского населения. Осенью 1916 года OХЛ, всё больше становившееся реальной правящей силой в Германской Империи, представило «Законопроект о вспомогательной службе Отечеству», предполагавший введение всеобщей трудовой повинности под девизом «кто не работает, то не ест». Полковник Макс Бауэр, автор проекта, столкнулся с ожесточёнными протестами со стороны канцлера и Прусского Военного министерства, которые в конечном итоге разрушили этот план. Обсуждение законопроекта с представителями профсоюзов и рейхстагом привело к тому, что в него было включено множество дополнительных статей, предусматривающих больше прав, чем обязанностей работников, в результате чего — к неудовольствию военных — он превратился в средство давления социал-демократов и рабочих на работодателей и государство.

#### Переговоры о мире
9 ноября 1916 года Бетман-Гольвег произнёс широко известную речь в рейхстаге, в которой — в ответ на утверждения министра иностранных дел Великобритании — заявил, что аннексия Бельгии никогда не была намерением Германии, и провозгласил, что «Германия в любой момент готова присоединиться к Лиге наций, […] встать во главе Лиги Наций, которая держит нарушителей мира в узде». Тем самым германский канцлер дал понять, что рассчитывает на посредничество президента США. Но Вильсон не торопился проявлять мирную инициативу, поскольку считал её помехой в предстоящей предвыборной кампании.
Кроме того, Бетман-Гольвег и его сторонники с беспокойством следили за подъёмом Дэвида Ллойд-Джорджа в Британии. Ллойд-Джордж, в сентябре 1916 года выступивший со знаменитой милитаристской речью о «нокауте», который необходимо нанести Германии, уже в декабре того же года стал премьер-министром Великобритании.

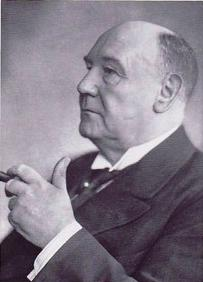
Вильгельм Зольф, статс-секретарь Колониального ведомства, с 1918 года — статс-секретарь Ведомства иностранных дел Германской империи.

7 октября фракция Центра полностью поддержала линию военных в вопросе о неограниченной подводной войне. Бетман-Гольвег позже писал в воспоминаниях, что рейхстаг тем самым полностью передал политическую власть ОХЛ.
20 октября на заседании Прусского Государственного министерства канцлер выдвинул предложение о начале мирных переговоров Центральными державами, сославшись на отсутствие ощутимой инициативы со стороны США, а также не поддержку австрийского министра иностранных дел Штефана фон Буриана. Он предусматривал максимально возможное восстановление довоенного положения. Адмирал Хеннинг фон Хольцендорф писал адмиралу фон Мюллеру о предложении канцлера: «Ничего, кроме заботы, ничего, кроме стремления к миру, не культивируют его ум и сердце».
В середине ноября 1916 года Бетман-Гольвег попросил посла в Вашингтоне Иоганна Генриха фон Бернсторфа узнать о перспективах мирной конференции. Но Белый дом продолжал медлить, и Бетман-Гольвег увидел последний шанс для компромиссного мира в своей собственной мирной инициативе. 12 декабря 1916 года, после разгрома румынской армии, канцлер, выступая в рейхстаге, предложил Антанте «мир взаимопонимания». Он получил полную поддержку кайзера, который, соглашаясь с усилиями Бетмана-Гольвега, писал, что мирное предложение было «моральным актом, необходимым для того, чтобы освободить мир от давящей на всех тяжести».
Мирное предложение германского правительства было отвергнуто руководством стран Антанты, прежде всего британским премьер-министром Ллойд-Джорджем, требовавшим продолжения войны до полного разгрома Германии. «Официальный отказ Антанты, который мы получили 30 декабря, был оформлен в максимально грубой форме, — вспоминал позднее Бетман-Гольвег, — Это было повторное объявление войны».
18 декабря состоялась долгожданная мирная инициатива Вильсона. Американский президент потребовал от Германии раскрытия чётко сформулированных целей войны, а также освобождения Бельгии. В качестве реакции на требования «пангерманцев» Вильгельм Зольф выдвинул компенсационное предложение о создании целостной немецкой колониальной империи в Центральной Африке с присоединением Бельгийского Конго: после создания Германской Центральной Африки, мир не будет отягощён аннексиями в Европе. В действительности колониальная война никогда не была приоритетной для Германии — таким образом Бетман-Гольвег и Зольф лишь хотели сформулировать военную цель Германии которая была бы приемлемой и внутри страны, и за рубежом: в возможность победоносного мира оба политика уже не верили.
В ответ на ноту Вильсона Антанта (12 января 1917) перечислила свои условия мира, среди которых в частности были уступка Германией Эльзаса и Лотарингии и исключение из состава Австро-Венгрии всех итальянских, славянских, румынских, чешских и словенских территорий. Как писал Бетман-Гольвег: «Только полностью проигравшая коалиция могла принять такие условия. […] Но и это было ещё не всё. Представители Антанты торжественно протестовала против того, чтобы мы, якобы „единственные виновники войны“, были допущены к будущим переговорам на равных. Программа их военных целей была не просто максимальными тактическими требованиями, которые можно было умерить в процессе переговоров, — они вообще не хотели вести переговоры с нами».

### 1917 год

#### Неограниченная подводная война
После того, как Антанта отвергла все выдвинутые Центральными державами компромиссные предложения, Бетман-Гольвег 7 января 1917 года потребовал, чтобы враг немедленно сдался, иначе Германия отреагирует неограниченной подводной войной. Комментарий канцлера к этой петиции, направленной им послу Бернсторфу, вновь показывал безвыходность ситуации: «Возможно, вы всё ещё знаете какой-нибудь способ избежать разрыва с Америкой».
8 января канцлер отправился в Плесс на заседание Тайного совета по вопросу о подводной войне. Военное командование и рейхстаг уже дали своё согласие, окончательное решение оставалось за кайзером. Людендорф утверждал, что у Америки «нет солдат», а если и есть, то Франция и Англия уже потерпят поражение в подводной войне, когда прибудут американские войска. Этот аргумент заставил кайзера задаться вопросом, почему у Бетмана-Гольвега «всё ещё есть возражения».
По утверждению Бетмана-Гольвега, подводная война в конечном итоге была начата потому, что этого хотело большинство в рейхстаге, Верховное командование армии и немецкий народ, но он со своей стороны — при поддержке Вильгельма Зольфа и Иоганна Генриха Бернсторфа — до последнего боролся за компромиссный мир.
Эти внутренние противоречия заставили канцлера задуматься об отставке. Но он остался на своей должности, чтобы — как позже признавался Вальтеру Ратенау — сохранить шанс на мирное соглашение, несмотря на подводную войну. По словам биографа канцлера, Эберхарда Вича, он руководствовался глубоким чувством преданности императору, которое не хотел разрушать своей отставкой. Тем не менее, с этого момента Бетман-Гольвег окончательно приобрёл в Германии репутацию неудачливого политика.

#### Конференция в Бад-Кройцнахе
В феврале 1917 года в России произошла революция. 29 марта Бетман-Гольвег, выступая перед прессой, вопреки желанию консерваторов, заявил, что Германия ни при каких обстоятельствах не восстановит царское правительство: внутренние дела России — это дело русского народа. Кроме того, русская революция увеличивала шансы на сепаратный мир, для чего, немецкое правительство, в частности, содействовало возвращению в Россию Ленина.
В связи с изменением политической ситуации в России (а также — со вступлением в войну США) Вильгельм II созвал в штаб-квартире в Бад-Кройцнахе совещание по вопросу о целях войны. Первая Кройцнахская конференция 23 апреля 1917 года проходила в напряжённой атмосфере: Бетман-Гольвег рассматривал возможность отказа от каких бы то ни было аннексий, но ОХЛ это предложение категорически отвергло. Военные требовали аннексии Курляндии и Литвы, «польской пограничной полосы», размер которой будет зависеть от будущего господства Германии в Польше. Россия должна была получить в качестве компенсации Восточную Галицию и часть Молдовы. Австро-Венгрии, в свою очередь, предполагалась компенсация за счёт Сербии, Черногории и Албании. На западе претензии оставались прежними: Бельгия должна была уступить Льеж, фламандское побережье с Брюгге и район Арлона, который, как Люксембург и Лонгви-Брие, должен был перейти к Германии. Кроме того, Франция должна была разрешить отдельные «изменения границ» в Эльзасе-Лотарингии, где ей предусматривалось оставить лишь несколько «пограничных пунктов».
Бетману-Гольвегу нечего было противопоставить Гинденбургу и Людендорфу. Военное командование вырвало свою «программу-максимум» у слабого канцлера. Однако у адмирала Мюллера сложилось впечатление, что Бетман и его министр иностранных дел Циммерман не восприняли ситуацию драматично, потому что надеялись, что в конце концов всё обернётся совсем иначе. Тайный советник Рудольф Валентини назвал переговоры «детскими», так как всем их участникам было очевидно, что канцлер согласился с требованиями военных только потому, что не верил, что они когда-либо будут выполнены.
Сам Бетман-Гольвег заявлял:

«Я подписал протокол только потому, что мой уход из-за фантазий был бы нелепым. Кроме того, я никоим образом не связан протоколом. Если где-нибудь возникнут возможности для мира, я буду их использовать.»— 
О состоянии канцлера в этот период также дают представление слова, сказанные им своему другу Вайцзеккеру:

«Легче находиться в окопах, потому что там можно пустить себе пулю в голову. Я в этой ужасной ситуации не могу сделать подобного.»— 

#### Реформа прусского избирательного права

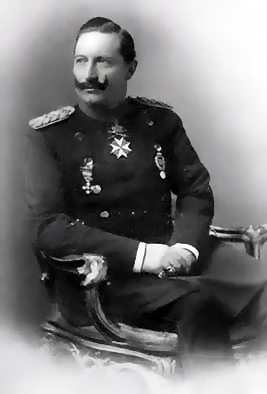
Вильгельм II.

В последние месяцы своего правления рейхсканцлер вновь поднял вопрос о всеобщем равном и прямом избирательном праве в Пруссии. Ещё в 1916 году в своей тронной речи Вильгельм II выразил поддержку курсу «неоориентации», но этот намёк императора, встревоживший консерваторов, не слишком помог канцлеру.
27 февраля 1917 года Бетман-Гольвег выступил перед рейхстагом с речью по вопросу, который он позже называл «самым важным»: «Как будто это зависит от нас, хотим мы новой ориентации или нет. Нет, наступила новая эра с новыми людьми. Их создала великая война.».
Канцлер видел типично немецкую форму демократической государственности в монархии, опирающейся «на широкие плечи свободного человека», в этом для него заключалось истинное назначение королевской власти. Он вновь пытался примирить радикалов с монархической формой правления: прогрессивная социальная «народная империя» казалась ему приемлемым решением как для «левых», так и для «правых». Но канцлер не учёл «международного контекста»: такая форма государственности не имела привлекательности для Антанты, и прежде всего — для США. Внутри страны под воздействием затянувшейся войны обстановка также накалялась. 9 марта 1917 года консерваторы ещё больше отдалились от центристских позиций и теперь отвергали «любые либеральные и парламентские идеи».
Чтобы окончательно не порвать с консерваторами, канцлер во время своего выступления перед верхней палатой прусского ландтага 14 марта 1917 года воздержался от упоминания конституционной реформы. Но он категорически отверг возможность сохранения «трёхклассного» избирательного права и заявил, что хотел бы как можно скорее провести в Пруссии избирательную реформу. Тем не менее, он заметил, что лихорадочная спешка в таком деле может иметь «гибельный эффект».
В этом же выступлении Бетман-Гольвег произнёс знаменательные слова:

«Горе государственному деятелю, который не признаёт знамений времени, горе государственному деятелю, который считает, что после катастрофы, подобной которой мир никогда не видел, мы можем просто восстановить то, что было раньше.»— .
Хотя канцлер пытался избежать раскола с помощью обтекаемых формулировок, правые восприняли речь как выражение антигосударственных настроений. Реакционное крыло консерваторов критиковало канцлера как «последователя евреев и социал-демократов». С другой стороны, прогрессист Конрад Хаусман, говорил об «историческом событии», поскольку канцлер открыто занял сторону левых. Насколько Бетман-Гольвег готов был претворить в жизнь свои либеральные взгляды, можно судить по его признанию Вольфгангу Эттингену: будь он в силах, он бы «возглавил социал-демократов» и ввёл равное право голоса незамедлительно и без лишних слов; но он был слаб, а консерваторы намного сильнее, чем казалось.
31 марта 1917 года Бетман-Гольвег созвал комиссию по разработке императорского послания, в котором должно было быть заявлено о введении в Пруссии равного избирательного права. Воспользовавшись болезнью одного из своих главных политических противников — прусского министра внутренних дел фон Лёбеля, канцлер отправился в Бад-Хомбург, чтобы увидеться с Вильгельмом II. Кайзер в целом поддерживал политику «неоориентации», но, опасаясь недовольства консервативных кругов, отказывался напрямую упоминать о переходе к прямым и равным выборам. Бетман-Гольвег в ответ заявил, что для него невозможно представить положение, когда «рабочий, награждённый Железным крестом 1-го класса, имеет неравное право голоса по сравнению с зажиточным бездельником из той же деревни». Наконец, Вильгельм II согласился с формулировкой пасхального послания и, следовательно — с демократическими реформами в Пруссии. Людендорф охарактеризовал пасхальное послание кайзера от 7 апреля 1917 года, обещавшее отмену «трёхклассной» избирательной системы, как «низкопоклонство перед революцией».

#### Продолжение переговоров о мире

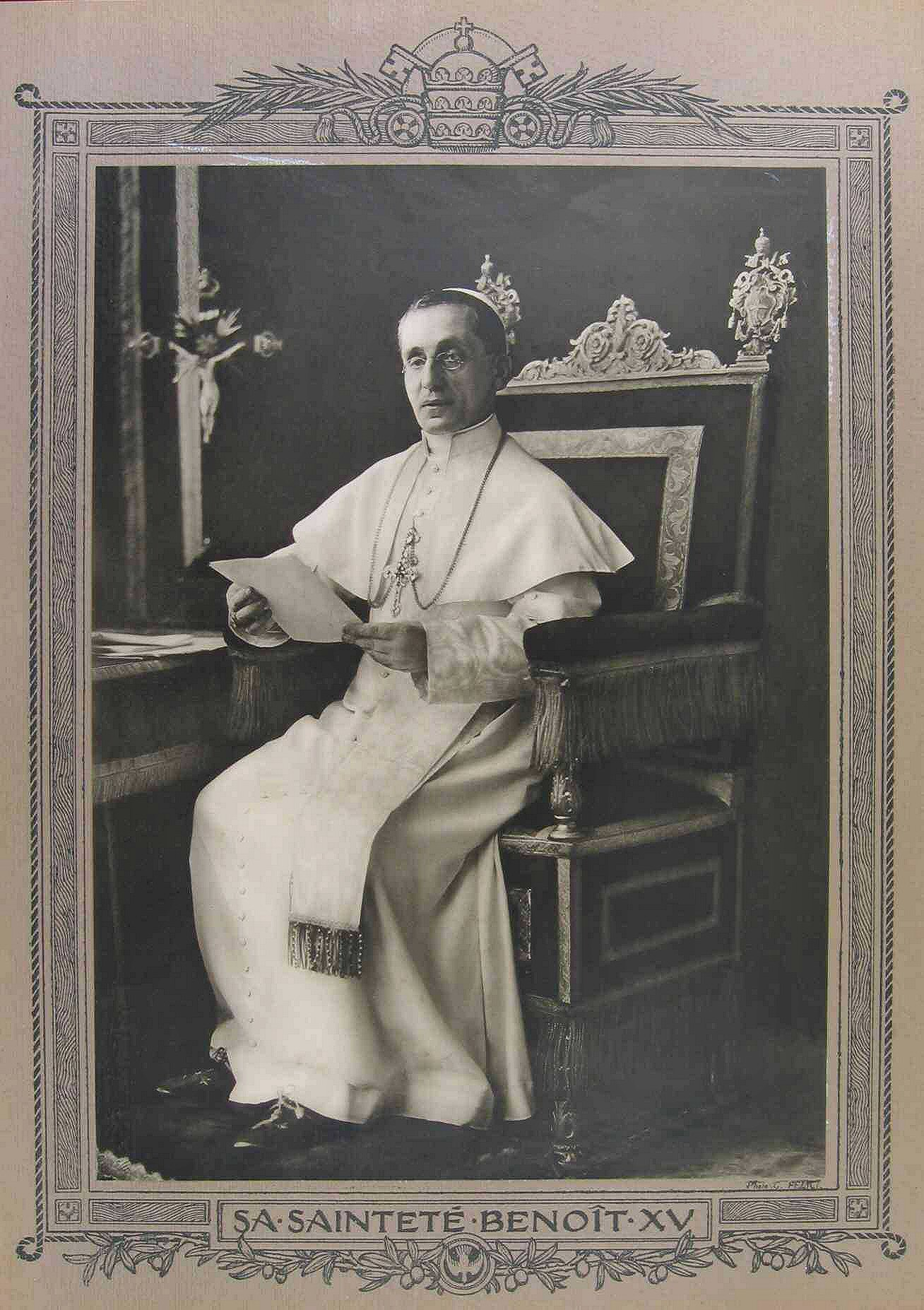
Папа Бенедикт XV.

В конце июня 1917 года социал-демократы Филипп Шейдеман и Эдуард Давид направили канцлеру отчёт о Международном социалистическом конгрессе в Стокгольме, в котором они оценили шансы на заключение сепаратного мира с Россией как очень незначительные. Бетман-Гольвег, заинтересованный заявлениями социал-демократов, запросил и получил соответствующий меморандум. СДПГ требовала от правительства Германии заключения мира без аннексий.
В это время появилась надежда на посредничество в переговорах о мире со стороны Папы Римского Бенедикта XV. Канцлер и кайзер согласились на условия Папы и даже готовы были освободить Бельгию и уступить французам Эльзас и Лотарингию. Папский нунций в Баварии Эудженио Пачелли позже заметил, что перспективы мира были бы хорошими если бы не отставка Бетмана-Гольвега.

### Отставка
Тем временем в партийных и военных кругах росло недовольство политикой канцлера. Бетман-Гольвег уже не устраивал большинство партий рейхстага в качестве переговорщика с Антантой, поскольку решение вопроса о заключении мира слишком затянулось. Кроме того, по их мнению, канцлер проявлял слабость в отношениях с Верховным командованием. Военные, в свою очередь, были недовольны его планами внутренних реформ.
Во время очередного выступления в рейхстаге Бетман-Гольвег был поражён тем радикализмом, с которым депутаты выступали против него. Депутат рейхстага Густав Штреземан объявил канцлера непригодным для мирных переговоров: «[…] Канцлер должен уметь настоять на своём, а если он на это не способен, то должен сделать выводы». В своём ответе Бетман-Гольвег говорил об «огромных усилиях народа в этой войне». Он был твёрдо убеждён, что равное право голоса принесёт «не ущемление, а исключительное усиление и укрепление монархической идеи». Под впечатлением от этих слов кайзер Вильгельм II сказал Рудольфу Валентини: «И я должен уволить человека, который выше всех остальных на голову!».
Через два дня после выступления канцлера император опубликовал свое «июльское послание», в котором вновь обещал, что следующие выборы в прусский ландтаг пройдут при равном избирательном праве. Вильгельм Зольф назвал это «полной победой идеи социальной империи». В ответ на это полковник Макс Бауэр, представитель Верховного командования армией, распространил новость о том, что Людендорф считает войну проигранной, если канцлер останется в должности. Кронпринц Вильгельм — давний противник канцлера — предложил отцу опросить представителей парламентских фракций о возможности оставить Бетмана-Гольвега в должности. Депутаты Куно фон Вестарп, Густав Штреземан и Эрих Мертин высказались за отставку, только Фридрих фон Пайер и Эдуард Давид выступили в поддержку канцлера.
В телеграмме кайзеру от 12 июля 1917 года Людендорф пригрозил уйти с поста начальника штаба Верховного командования армии, если Бетман-Гольвег останется канцлером:

«Во время самого серьёзного кризиса, поразившего Германию и Пруссию, Ваше Величество решили оставить главу этой политики, рейхсканцлера, в своём кабинете. […] Отечество должно страдать от этого недостатка доверительного сотрудничества. […] Я больше не могу служить Вашему Величеству на своём посту, и смиренно прошу Ваше Величество позволить мне уйти.»— .
К этому ультиматуму присоединился и Гинденбург. Чтобы избавить императора от колебаний, Бетман-Гольвег сам подал прошение об отставке. Вильгельм II, поддавшись давлению военного руководства, удовлетворил просьбу; 13 июля 1917 года Бетман-Гольвег ушёл в отставку.
Реакция на отставку канцлера была столь же разнообразной, как и оценки его работы во время пребывания в должности. Кронпринц Вильгельм назвал это «самым прекрасным днём в своей жизни». Напротив, сторонники Бетмана-Гольвега Вильгельм Зольф и Макс Баденский были разочарованы известием о его отставке. Георг фон Гертлинг, вспоминая об этом событии, говорил, что он обнаружил в Берлине «только замешательство, недоумение и отсутствие направления». Единство присутствовало только в одной мысли: «Бетман должен уйти, кто за ним последует, не имеет значения».

## Последние годы
После отставки Бетман-Гольвег удалился в свое поместье Хоэнфинов и посвятил себя сельскому хозяйству. Свой образ жизни он описывал как «довольно бедный». Экс-канцлер принимал у себя своих оставшихся политических единомышленников: Адольфа фон Гарнака, Ганса Дельбрюка, Фридриха Майнеке, Вильгельма Зольфа, Вальтера Гетца, Эрнста Трёльча, но разговоры о политике приносили ему мало утешения. После того, как в январе 1918 года был отстранён от должности умеренный глава Гражданского кабинета Валентини, Бетман-Гольвег написал, что «реакционный шовинизм всё больше становится козырной картой» в Берлине. О мирных переговорах в Брест-Литовске, он говорил, что «военно-оправданная воля к победе» должна быть ограничена «пониманием того, чего можно достичь». В то же время он выражал сомнения в значении своих замечаний: «В конце концов, это слова на ветер. Разжалованному и ненужному чиновнику лучше держать язык за зубами».
В ноябре 1918 года в Германии произошла революция. Переворот экс-канцлер назвал «катастрофой», он говорил, что результатом мировой войны должна была стать настоящая Лига Наций, но теперь получится только «псевдосоюз, построенный на империалистических оргиях». Тем не менее, незадолго до революции он советовал Вильгельму Зольфу, ставшему в 1918 году статс-секректарём иностранных дел, не отвечать слишком энергично на ноту Вильсона, в которой он требовал свержения кайзера, чтобы не разорвать дипломатических связей.
В 1919 году, когда правители Антанты требовали, чтобы Вильгельм II предстал перед их судом, Бетман-Гольвег продемонстрировал последнее доказательство верности монархии, предложив допросить его вместо императора.

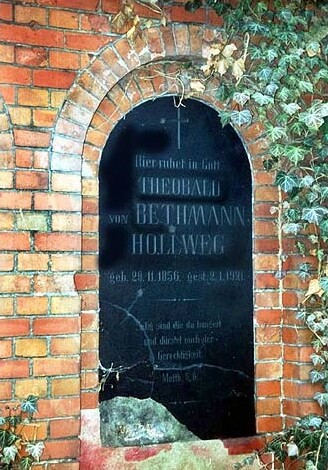
Могила Теобальда Бетмана-Гольвега в Хоэнфинове

В мае 1919 года вышла первая часть мемуаров экс-канцлера «Мысли о войне», в которой он описал события, предшествовавшие Первой мировой войне. Оглядываясь назад, Бетман-Гольвег оценивал вклад Германии в начало войны следующим образом:

«Мы были сильно обременены 70/71 и нашим центральным географическим положением. С тех пор, как кайзер пришёл к власти, мы часто делали противоположное тому, что мы могли бы сделать, чтобы облегчить это бремя. Конечно, мировой империализм восторжествовал бы даже без нашего вмешательства, и остаётся очень сомнительным, могли ли мы предотвратить естественное противостояние Франции, России и Великобритании, даже если бы действовали разумно. Мы взяли вину на себя, но лишь совместная вина всех сторон могла стать причиной мировой катастрофы.»— .
Теобальд фон Бетман-Гольвег умер от острой пневмонии в первый день 1921 года, не успев завершить вторую часть своих воспоминаний. Похоронен в Хоэнфинове. На его надгробии, написан выбранный им стих из Евангелия от Матфея: «Блаженны алчущие и жаждущие правды».

## Сочинения

### Воспоминания
- Бетман-Гольвег Т. Мысли о войне. — М.: Госиздат, 1925. — 120 с.
- Betrachtungen zum Weltkriege. 2 Bände, Hobbing, Berlin 1919—1921.
  - Bd. 1: Vor dem Kriege. (Digitalisat)
  - Bd. 2: Während des Krieges. (Digitalisat)

### Выступления
- Englands Schuld am Weltkrieg. Rede des deutschen Reichskanzlers am 19. August 1915 und die anschließende Auseinandersetzung mit Sir Edward Grey, zusammengestellt in amtlichen Aktenstücken (= Volksschriften zum Großen Krieg. Bd. 54/55, ZDB-ID 342905-2). Verlag des Evangelischen Bundes, Berlin 1915.
- Italiens Treubruch. Reichstagsrede des deutschen Reichskanzlers wegen der Kriegserklärung Italiens an Österreich-Ungarn. Rieck, Delmenhorst 1915.
- Speech — delivered in the Reichstag on Dec. 2nd, 1914 (= War tracts, No. 6). Deutsch-Amerikanischer Wirtschaftsverband, Berlin 1915.
- Zehn Jahre Ententepolitik. Zur Vorgeschichte des Krieges. Rede des deutschen Reichskanzlers vom 19. August 1915. Stilke, Berlin 1915 (In französischer Sprache: Dix Années de politique d’entente. Ebenda 1915; in englischer Sprache: The Triple Entente. Ten Years of its Policy. Preuß, Berlin 1915, Digitalisierte Ausgabe der Universitäts- und Landesbibliothek Düsseldorf).
- Das Friedensangebot Deutschlands. Kaiserliche Order an Heer u. Flotte und Rede des Deutschen Reichskanzlers im Deutschen Reichstage am 12. Dezember 1916. Reimar Hobbing, Berlin 1916.
- Wer ist schuld am Kriege? Rede des Deutschen Reichskanzlers im Hauptausschusse des Deutschen Reichstages am 9. November 1916. Hobbing, Berlin 1916 (In französischer Sprache: Les Origines de la Guerre et l’avenir de l’Europe. Frankfurter, Lausanne 1917).
- Die Kanzlerrede vom 27. Februar 1917. Elsner, Berlin 1917.
- Die Reichstagsreden des Kanzlers und des Schatzsekretärs zum Weltkrieg: An das deutsche Volk. 7 Reden. Heymann, Berlin 1915.
- Reichstags-Reden. (a) Reichskanzler Dr. v. Bethmann-Hollweg über die politische und militaerische Lage, (b) Staatssekretaer des Reichs-Schatzamts Dr. Helfferich über die finanzielle Lage, (c) Staatssekretaer des Reichsamts des Innern Dr. Delbrück über die wirtschaftliche Lage. August 1915. Kriegs-Zeitung, Laon 1915.
- Seven War-Speeches by the German Chanceller 1914—1916. Orell Füssli, Zürich 1916.
- Sechs Kriegsreden des Reichskanzlers. Hobbing, Berlin 1916.
- Bethmann Hollwegs Kriegsreden. Herausgegeben und eingeleitet von Friedrich Thimme. Deutsche Verlags-Anstalt, Stuttgart u. a. 1919. (Digitalisat)
- Friedensangebot und U-Boot-Krieg. Wortlaut der Aussage des früheren Reichskanzlers im Untersuchungsausschuß. Hobbing, Berlin 1919. (Digitalisat Архивная копия от 9 января 2020 на Wayback Machine)